# Family Guy/Episodenliste

Logo zur Serie

Diese Episodenliste enthält alle Episoden der US-amerikanischen Zeichentrickserie Family Guy sortiert nach der US-amerikanischen Erstausstrahlung. Die Fernsehserie umfasst derzeit 23 Staffeln mit 444 Episoden.

## Übersicht
| Staffel | Episodenanzahl | Erstausstrahlung USA | Erstausstrahlung USA | Deutschsprachige Erstausstrahlung | Deutschsprachige Erstausstrahlung |
| Staffel | Episodenanzahl | Staffelpremiere      | Staffelfinale        | Staffelpremiere                   | Staffelfinale                     |
| ------- | -------------- | -------------------- | -------------------- | --------------------------------- | --------------------------------- |
| 1       | 7              | 31. Januar 1999      | 16. Mai 1999         | 17. August 2002                   | 28. September 2002                |
| 2       | 21             | 23. September 1999   | 1. August 2000       | 5. Oktober 2002                   | 17. Mai 2003                      |
| 3       | 22             | 11. Juli 2001        | 9. November 2003     | 8. August 2005                    | 9. Februar 2006                   |
| 4       | 30             | 1. Mai 2005          | 21. Mai 2006         | 4. Juli 2007                      | 10. Oktober 2007                  |
| 5       | 18             | 10. September 2006   | 20. Mai 2007         | 16. Mai 2009                      | 12. September 2009                |
| 6       | 12             | 23. September 2007   | 4. Mai 2008          | 14. Februar 2010                  | 30. Mai 2010                      |
| 7       | 16             | 28. September 2008   | 17. Mai 2009         | 30. Juli 2011                     | 12. November 2011                 |
| 8       | 21             | 27. September 2009   | 20. Juni 2010        | 10. Juli 2012                     | 8. Dezember 2012                  |
| 9       | 18             | 26. September 2010   | 22. Mai 2011         | 31. Dezember 2012                 | 29. August 2013                   |
| 10      | 23             | 25. September 2011   | 20. Mai 2012         | 29. August 2013                   | 13. September 2013                |
| 11      | 22             | 30. September 2012   | 19. Mai 2013         | 17. Juli 2014                     | 25. September 2014                |
| 12      | 21             | 29. September 2013   | 18. Mai 2014         | 15. April 2015                    | 10. Juni 2015                     |
| 13      | 18             | 28. September 2014   | 17. Mai 2015         | 25. August 2015                   | 30. Mai 2016                      |
| 14      | 20             | 27. September 2015   | 22. Mai 2016         | 2. April 2017                     | 4. Juni 2017                      |
| 15      | 20             | 25. September 2016   | 21. Mai 2017         | 2. Januar 2018                    | 15. Juli 2018                     |
| 16      | 20             | 1. Oktober 2017      | 20. Mai 2018         | 13. Juli 2019                     | 1. Oktober 2019                   |
| 17      | 20             | 30. September 2018   | 12. Mai 2019         | 15. September 2020                | 30. September 2020                |
| 18      | 20             | 29. September 2019   | 17. Mai 2020         | 9. Februar 2021                   | 5. April 2021                     |
| 19      | 20             | 27. September 2020   | 16. Mai 2021         | 15. November 2021                 | 19. Januar 2022                   |
| 20      | 20             | 26. September 2021   | 22. Mai 2022         | 2. November 2022                  | 2. November 2022                  |
| 21      | 20             | 25. September 2022   | 7. Mai 2023          | 6. Dezember 2023                  | 24. Januar 2024                   |
| 22      | 15             | 1. Oktober 2023      | 17. April 2024       | 18. September 2024                | 18. September 2024                |
| 23      | 20             | 14. Oktober 2024     | 17. Juli 2025        |                                   |                                   |

## Staffel 1
Die Erstausstrahlung der ersten Staffel wurde vom 31. Januar bis zum 16. Mai 1999 beim US-amerikanischen Fernsehsender Fox gesendet. Die deutschsprachige Erstausstrahlung wurde vom 17. August bis zum 28. September 2002 auf dem deutschen Free-TV-Sender ProSieben gesendet.
| Nr. (ges.) | Nr. (St.) | Deutscher Titel                 | Originaltitel            | Erstausstrahlung USA | Deutschsprachige Erstausstrahlung (D) | Regie             | Drehbuch                       |
| --- | --------- | ------------------------------- | ------------------------ | -------------------- | ------------------------------------- | ----------------- | ------------------------------ |
| 1 | 1         | Der großzügige Wohlfahrtsscheck | Death Has a Shadow       | 31. Jan. 1999        | 17. Aug. 2002                         | Peter Shin        | Seth MacFarlane                |
| Peter ist zu einem Herrenabend eingeladen. Jedoch muss er seiner Frau Lois versprechen nicht zu trinken. Er hält sich nicht dran und geht am nächsten Tag völlig verkatert zur Arbeit. Da er einschläft, wird er von seinem Chef entlassen. Um dies vor seiner Frau zu verheimlichen, versucht er einen Scheck von der Wohlfahrt zu bekommen. Versehentlich hat dieser eine Höhe von 150.000 US-Dollar. Anstatt den Fehler zu melden, gibt er das Geld mit vollen Händen aus. Lois kommt sehr bald dahinter und ist sehr wütend. Peter beschließt daraufhin dem Steuerzahler das Geld zurückzugeben. Beim Superbowl wirft er es, zusammen mit Brian, aus einem Zeppelin ins Stadion. Auf Grund des verursachten Tumults und des Wohlfahtsbetruges wird er verhaftet. Im Gerichtssaal vergibt Lois ihrem Mann. Baby Stewie gelingt es mit seiner Gedankenkontrollmaschine, den Richter davon zu überzeugen, Peter nicht einzusperren und ihm auch seinen alten Job wiederzubeschaffen. |           |                                 |                          |                      |                                       |                   |                                |
| 2 | 2         | Der verhängnisvolle Autounfall  | I Never Met the Dead Man | 11. Apr. 1999        | 24. Aug. 2002                         | Michael DiMartino | Chris Sheridan                 |
| Peter zeigt seiner Tochter Meg das Autofahren und gibt ihr so schlechte Tipps, dass sie bei der Prüfung durchfällt. Auf dem Heimweg ist Peter beim Fahren durch eine Fernsehsendung abgelenkt und verursacht einen Unfall. Er zerstört dabei die Empfangsanlage für das Kabelfernsehen der Stadt. Für längere Zeit fällt nun das Fernsehen aus und Peter, welcher fernsehsüchtig ist, dreht fast durch. Meg muss derweil den Hass der Stadt ertragen, da sie den Unfall auf sich genommen hat (Peter versprach ihr dafür ein Cabrio). Peter hält inzwischen das reale Leben für eine Fernsehsendung und spaziert mit einem vor sich geschnallten Pappfernseher zu Megs Schule. Diese sagt nun allen, dass ihr Vater der Schuldige ist. Lois rettet ihren Mann vor dem wütenden Mob, indem sie eine Rede hält darüber, wie sehr das Fernsehen sie zum Negativen beeinflusst hat. Peter nimmt sich die Worte zu Herzen und kümmert sich nun mehr um seine Familie. Diese hat aber bald die Nase voll von den Ausflügen und freut sich über die Rückkehr des Fernsehens. Jetzt ist es Peter, der sich nicht dafür interessiert und anstelle seiner Familie mit William Shatner zu einem Fest geht. Auf dem Heimweg werden sie von Meg, welche Fahrunterricht von Lois bekommt, angefahren. Im Krankenbett kann sich Peter nicht wehren, als die Krankenschwester den Fernseher einschaltet. Somit mutiert er wieder zum Fernsehjunkie. |           |                                 |                          |                      |                                       |                   |                                |
| 3 | 3         | Stewies erster Geburtstag       | Chitty Chitty Death Bang | 18. Apr. 1999        | 31. Aug. 2002                         | Dominic Polcino   | Danny Smith                    |
| Es ist Stewies erster Geburtstag. Er vermutet, dass ihn an diesem Tag der Arzt, welcher ihn auf die Welt holte, zurück in seine Mutter stecken will, und bereitet sich deswegen auf den Kampf vor. Lois hat für die Feier im Cheesie Charlies reserviert, um nicht so viel Stress zu haben. Auf den Partys von Meg und Chris hatte sie so viel zu tun, dass sie wichtige Ereignisse verpasste. Peter soll den Scheck mit der Anzahlung im Restaurant abgeben. Dabei gerät er mit dem Manager in Konflikt und storniert unbedacht die Reservierung. Um Lois zu beruhigen, verspricht er, sich um alles zu kümmern und eine tolle Party auf die Beine zu stellen. Aus Verzweiflung „entführt“ er einen Zirkus und bringt ihn als Attraktion in seinen Garten. Meg wurde inzwischen nicht bei den Cheerleadern aufgenommen. In der Schule lernt sie Jennifer kennen, die etwas merkwürdig ist und sie für den Tag von Stewies Geburtstagsfeier zu einer Party einlädt. Meg möchte natürlich lieber dorthin, als mit ihrer Familie zu feiern. Lois lehnt ihre Bitte ab und sie überlistet Peter für sein Einverständnis. Jennifer und ihre Freunde gehören einer Jugendsekte an und wollen an diesem Tag zusammen mit ihrem Anführer Selbstmord begehen. Peter wird klar, wie traurig seine Frau wegen Megs Fehlen ist, und holt seine Tochter. Durch ein Missgeschick sterben die Jugendlichen (außer Meg), während ihr Führer abwesend ist. Weil er nicht allein sterben will, fährt er zum Haus der Griffins. Dabei trägt er eine weiße zeremonielle Robe. Stewie hält ihn für den Geburtsarzt (den Mann in Weiß) und tötet ihn – unbemerkt vom Rest. Danach feiert die Familie gemeinsam.      |           |                                 |                          |                      |                                       |                   |                                |
| 4 | 4         | Die Zeitmaschine                | Mind Over Murder         | 25. Apr. 1999        | 7. Sep. 2002                          | Roy Allen Smith   | Neil Goldman & Garrett Donovan |
| Lois ist sehr gestresst und bittet Peter, ihren Sohn Chris vom Fußball abzuholen. Der Junge spielt so schlecht, dass Peter mit einem anderen vermeintlichen Vater in Streit gerät und diesen schlägt. Nun stellt sich heraus, dass er eine Frau geschlagen hat, die noch dazu schwanger ist und deren Baby noch vor Ort geboren wird. Peter wird daraufhin zu Hausarrest verurteilt. Um trotzdem weiter mit seinen Freunden herumhängen zu können, eröffnet er seine eigene Bar im Keller des Familienhauses. Lois ist sehr sauer, da sie nun noch mehr Arbeit hat (Bierkrüge abwaschen, Snacks zubereiten). Erbost will sie Peter zur Rede stellen und merkt, dass ihr Klavier im Keller steht. Peter schwindelt und behauptet, seine Freunde und er würden sie gerne spielen und singen hören. Das lässt sich die begabte Musikerin nicht zweimal sagen. Sie legt einen sexy Auftritt hin und begeistert alle männlichen Gäste. Fortan singt sie jeden Abend in Peters Bar, was diesen rasend eifersüchtig macht. Er gibt den Frauen der Stadt den Rat, ihre Männer aus seiner Bar zu holen. Quagmire verursacht versehentlich ein Feuer, und die ganze Bar steht schnell lichterloh in Flammen. Wegen ihres Streits schaffen es Peter und Lois nicht rechtzeitig heraus und sie drohen zu verbrennen. Stewie leidet derweil unter seinen neuen Zähnen und baut eine Zeitmaschine, um die Zeit vorzudrehen. Da seine Pläne entdeckt wurden, dreht er nun die Zeit zurück, um die Entdeckung rückgängig zu machen. Alle Figuren befinden sich nun wieder am Anfang der Handlung. Peter stolpert über Stewies Zeitmaschine und kann dadurch nicht zu dem verhängnisvollen Fußballspiel fahren. |           |                                 |                          |                      |                                       |                   |                                |
| 5 | 5         | Der Held von nebenan            | A Hero Sits Next Door    | 2. Mai 1999          | 14. Sep. 2002                         | Monte Young       | Mike Barker & Matt Weitzman    |
| Die Griffins bekommen neue Nachbarn. Lois möchte sich sofort mit der Familie Swanson anfreunden. Peter ist dagegen. Bei ihm auf Arbeit laufen die Vorbereitungen für die Softballliga. Ihr Chef hat extra dafür einen neuen Spieler eingestellt: Guillermo. Allerdings wird dieser von Peter beim Training so schwer verletzt, dass er nicht spielen kann. Peters Chef zwingt ihn nun dazu, einen Ersatz zu finden. Zu Besuch bei den neuen Nachbarn findet Peter heraus, dass Joe Swanson mehrere Baseballpokale hat. Er lädt ihn ein, für seine Firma zu spielen. Kurz vor dem Spiel taucht Joe auf und offenbart, dass er auf Grund einer Querschnittslähmung im Rollstuhl sitzt. Trotzdem liefert er eine tolle Leistung und Peters Mannschaft gewinnt. Alle feiern Joe als Helden, auch weil er ein hervorragender Polizist ist. Peter ist deswegen neidisch und versucht nun auch von seiner Familie als Held gesehen zu werden. Bei einem Banküberfall begibt er sich in Gefahr und will die Räuber selbst festnehmen. Brian und er werden als Geiseln genommen und Joe schafft es, die Gangster zum Aufgeben zu bewegen. Peter verträgt sich mit seinem neuen Nachbarn. |           |                                 |                          |                      |                                       |                   |                                |
| 6 | 6         | Nie mehr Pfadfinder             | The Son Also Draws       | 9. Mai 1999          | 21. Sep. 2002                         | Neil Affleck      | Ricky Blitt                    |
| Chris Griffin ist Mitglied der Pfadfinder. Er ist aber weniger daran interessiert, sondern zeichnet lieber. Bei einem Seifenkistenrennen ist er durch seine Kunst abgelenkt und verursacht einen Unfall. Daraufhin wird er aus dem Verein ausgeschlossen. Peter will das nicht akzeptieren – weiß er doch nichts von Chris’ Interessen – und fährt mit der Familie nach Manhattan zum Hauptquartier der Pfadfinder. Auf dem Weg machen sie Halt bei einem Indianerkasino, da Peter dringend auf die Toilette muss. In der Zwischenzeit verzockt Lois das Familienauto. Um dieses zurückzubekommen, behauptet Peter, dass er auf Grund seiner indianischen Wurzeln am Gewinn des Casinos beteiligt werden muss. Die Ältesten glauben ihm dies nicht und stellen ihm die Aufgabe, in den Wald zu gehen und eine Vision zu erhalten. Chris geht mit seinem Vater, um mit ihm in Ruhe zu sprechen. Da er sehr ausgehungert ist, hat Peter tatsächlich eine Vision. Diese bringt ihn dazu, seinem Sohn zuzuhören und auf dessen Interessen einzugehen. Die Indianer sind erstaunt, dass Peter die Aufgabe bewältigt hat, und geben ihm sein Auto zurück. |           |                                 |                          |                      |                                       |                   |                                |
| 7 | 7         | Das Leben des Brian             | Brian: Portrait of a Dog | 16. Mai 1999         | 28. Sep. 2002                         | Michael DiMartino | Gary Janetti                   |
| Die Familie benötigt Geld für eine Klimaanlage. Durch die Teilnahme an einer Hundeshow soll das Geld aufgebracht werden. Dafür muss der Familienhund, der sich wie ein Mensch benimmt und auch sprechen kann, auf Befehl von Peter einige Tricks vorführen. Da er das erniedrigend findet, verlässt er wütend die Show und demütigt damit Peter. Auf dem Heimweg zieht es Brian vor, zu Fuß zu gehen; er wird von der Polizei festgenommen. Peter muss wegen seines „streunenden“ Hundes zehn Dollar Strafe zahlen und ist noch wütender. Er hält Brian dessen Vergangenheit als Penner vor, woraufhin Brian wütend das Haus verlässt. Die Familie bekommt Zuwachs durch eine Katze, welche sehr bösartig ist. Schmerzlich vermissen sie Brian und begeben sich auf die Suche. Brian lebt inzwischen auf der Straße und wird von den Menschen als „böser“ Hund angesehen. Aus Frust darüber beißt er einen Mann und landet im Gefängnis. Hier findet ihn seine Familie. Sie bekommen mitgeteilt, dass Brian eingeschläfert werden soll. Brian bereitet sich auf seinen Prozess vor und hält eine bewegende Rede vor Gericht. Doch auch der Richter sieht in ihm nur einen Hund und weigert sich ihn anzuhören. Daher springt Peter ein und bittet um das Leben seines besten Freundes. Durch die Zahlung von 20 Dollar kommt Brian letztendlich frei. Er wird nun von seiner Familie und auch dem Rest der Stadt respektiert. |           |                                 |                          |                      |                                       |                   |                                |

## Staffel 2
Die Erstausstrahlung der zweiten Staffel wurde vom 23. September 1999 bis zum 1. August 2000 beim US-amerikanischen Fernsehsender Fox gesendet. Die deutschsprachige Erstausstrahlung wurde vom 5. Oktober 2002 bis zum 17. Mai 2003 auf dem deutschen Free-TV-Sender ProSieben gesendet.
| Nr. (ges.) | Nr. (St.) | Deutscher Titel         | Originaltitel                  | Erstausstrahlung USA | Deutschsprachige Erstausstrahlung (D) | Regie                   | Drehbuch                                                    |
| --- | --------- | ----------------------- | ------------------------------ | -------------------- | ------------------------------------- | ----------------------- | ----------------------------------------------------------- |
| 8 | 1         | Stinkreich              | Peter, Peter, Caviar Eater     | 23. Sep. 1999        | 5. Okt. 2002                          | Jeff Myers              | Chris Sheridan                                              |
| Lois reiche Tante stirbt und hinterlässt ihr Haus der Familie Griffin. Die Angestellten werden von Peter angeheuert und mit dem Geld bezahlt, das er vom Verkauf ihres alten Hauses erhalten hat. Lois ist nicht sehr glücklich über den Umzug, da sie glaubt, dass die High Society die Menschen zum Schlechten verändert. Peter versucht in der Zwischenzeit Kontakt zu den Reichen zu bekommen. Allerdings verhält er sich zu sehr daneben. Er bekommt daher Benimmunterricht von Brian. Es funktioniert zu gut und Peter glaubt tatsächlich ein reicher Gentleman zu sein. Auf einer Auktion ersteigert er eine Vase für 100.000.000 Dollar. Um Peter von seiner Illusion zu befreien, zerstört Brian eines von Peters Star-Wars-Gläsern. Peter ist danach wieder der Alte. Um seine Schulden beim Auktionshaus zu begleichen, versucht er ihnen das Haus als historisch wichtiges Gebäude zu verkaufen. Dies gelingt schlussendlich, als durch alte Fotos herauskommt, dass es früher ein Bordell war, in dem berühmte Männer aus der amerikanischen Geschichte verkehrten. Mit dem Verkauf eines der Bilder kann Peter auch ihr altes Haus zurückkaufen. |           |                         |                                |                      |                                       |                         |                                                             |
| 9 | 2         | Heiliger Bimbam         | Holy Crap                      | 30. Sep. 1999        | 12. Okt. 2002                         | Neil Affleck            | Danny Smith                                                 |
| Peters Vater Francis Griffin zieht bei der Familie ein. Francis ist ein überzeugter Katholik und bringt das Familienleben durcheinander. Er macht Lois wegen ihres protestantischen Glaubens Vorwürfe. Außerdem sorgt er für ein schlechtes Gewissen bei den Kindern. So erwischt er Meg beim Händchenhalten mit dem Nachbarn und glaubt, Chris masturbiere auf dem Klo. Da dieser aber nur Stuhlgang hatte, glaubt der Junge nun, dass dies schlecht sei, und verkneift es sich ab sofort. Peter besorgt Francis eine Arbeit in der Spielwarenfabrik. Dort stellt sich der alte Mann sehr geschickt an und wird befördert. Peter wird im Gegenzug entlassen. Francis wirft ihm vor, auf ganzer Linie ein Versager zu sein. Um seinem Vater das Gegenteil zu beweisen, entführt Peter den Papst, damit dieser Francis klarmacht, was Peter für ein guter Kerl ist. Trotz der Umstände erklärt sich seine Heiligkeit damit einverstanden. Peter regelt die Probleme seiner Kinder, so dass Chris wieder auf die Toilette gehen kann und Meg kein schlechtes Gewissen mehr hat. Danach geht er mit dem Papst zu Francis. Peters Vater ist der Meinung, dass der Papst verweichlicht sei, und die beiden fangen an zu streiten. Francis gesteht letztendlich ein, dass er seinen Sohn liebt. |           |                         |                                |                      |                                       |                         |                                                             |
| 10 | 3         | Der letzte Knall        | Da Boom                        | 26. Dez. 1999        | 19. Okt. 2002                         | Bob Jaques              | Neil Goldman & Garrett Donovan                              |
| Es ist Silvester im Jahre 1999. Die Familie Griffin bereitet sich auf die große Feier in Quagmires Haus vor. Peter wird von einem Mann im Hähnchenkostüm erzählt, dass die Welt an diesem Tag infolge von Computerproblemen untergehen werde. Peter kauft deshalb Vorräte und Strahlenschutzanzüge und zwingt seine Familie, den Beginn des neuen Jahres im Keller zu verbringen. Erst passiert nichts, doch dann kommt es zur atomaren Katastrophe. Die Griffins überstehen alles unbeschadet in ihrem Keller. Nach einiger Zeit geht ihnen das Essen aus und sie beschließen, zur Twinkie-Fabrik nach Natick zu gehen, da diese angeblich sogar atomare Explosionen überstehen. Auf der Reise fällt Stewie in eine Pfütze mit Atommüll und beginnt zu mutieren. Die Fabrik steht wirklich noch, und die Griffins und einige andere Überlebende beginnen den Aufbau von Neu-Quahog. Peter wird zum Bürgermeister auf Lebenszeit, trotz einiger merkwürdiger Entscheidungen. Als er aber die Wasserrohrleitungen abbaut und daraus Waffen baut, wird er mit seiner Familie aus der Stadt vertrieben. Die Bewohner werfen die Waffen dann ins Feuer. Stewie ist in der Zwischenzeit zu einem oktopusähnlichen Wesen mutiert und hat hunderte Eier gelegt. Diese schlüpfen und greifen die wieder unbewaffneten Bewohner an und zerstören die Stadt. |           |                         |                                |                      |                                       |                         |                                                             |
| 11 | 4         | Hundeliebe              | Brian in Love                  | 7. März 2000         | 26. Okt. 2002                         | Jack Dyer               | Gary Janetti                                                |
| Lois und Peter entdecken ein Pinkelmalheur und glauben, dass es Zeit wird, Stewie an das Töpfchen zu gewöhnen. Peter kümmert sich darum und scheitert. In der Nacht stellt sich heraus, dass Brian in die Wohnung gepinkelt hat. Nun versucht er ein weiteres Missgeschick zu reinigen. Als die Familie das nächste Mal beim Einkaufen ist, pinkelt Brian plötzlich im Kassenbereich, und sein Problem wird bekannt. Er beschließt daraufhin, einen Psychiater aufzusuchen. Dr. Kaplan diagnostiziert eine Midlife-Crisis. Brian reist daraufhin herum und fühlt sich besser. Stewie pinkelt am Abend ins Wohnzimmer, um sich an Brian zu rächen. Alle – auch Brian – glauben, er habe einen Rückfall erlitten, und er begibt sich wieder zum Therapeuten. Dort gelangt er zu der Erkenntnis, dass er unglücklich in Lois verliebt ist, und dieser Konflikt löst das Pinkeln aus. Brian spricht sich daraufhin mit Lois aus. Sie gibt ihm zu verstehen, dass sie in ihm nur einen Freund sieht; Brian gibt sich damit zufrieden. |           |                         |                                |                      |                                       |                         |                                                             |
| 12 | 5         | Kohle ohne Ende         | Love Thy Trophy                | 14. März 2000        | 2. Nov. 2002                          | Jack Dyer               | Mike Barker & Matt Weitzman                                 |
| In Quahog gibt es ein Stadtfest, und Peter durfte das Motto für die Parade auswählen: die Folge von Wer ist hier der Boss?, in der Tony Angela nackt unter der Dusche sieht. Sofort machen sich die Familien Griffin, Swanson, Quagmire und Brown daran, ihren Paradewagen zu gestalten. Sie gewinnen den Wettbewerb und erhalten eine Trophäe. Doch dann zerstreiten sie sich, wer von ihnen den Pokal behalten darf. Um einen größeren Konflikt zu verhindern, wird in der Straße der Familien ein Triumphbogen mit Teilen des Paradewagens und der Trophäe erstellt. Meg muss sich wieder mit Problemen in der Schule herumplagen, da sie keine Pradahandtasche hat. Sie entschließt sich, durch Kellnern das Geld dafür zu verdienen. Durch ein Versehen glaubt der Chef, sie sei die ledige Teenagermutter ihres Bruders Stewie, und stellt sie trotz fehlender Kenntnisse ein. Da sie auch gutes Trinkgeld bekommt, spinnt sie die Geschichte immer weiter, so dass auch eine Sozialarbeiterin auf ihr Schicksal aufmerksam wird und der Familie einen Besuch abzustatten beschließt. In der Zwischenzeit wurde die Trophäe gestohlen und die Nachbarsfamilien verdächtigen sich gegenseitig. In diesem Konflikt befragt die Sozialarbeiterin die Nachbarn zu den Griffins und erhält erschütternde Auskünfte. Stewie, der inzwischen süchtig nach Pfannkuchen geworden ist, wird seinen Eltern weggenommen und kommt in eine Pflegefamilie. Um das Baby zurückzubekommen, raufen sich die Nachbarn zusammen und söhnen sich aus. Ein gemeinsamer Plan zur Entführung Stewies scheitert. Allerdings sind die Pflegeeltern bereit, sich auf einen Handel einzulassen, wenn sie dafür Megs neue Pradatasche bekommen. Am Ende stellt sich Brian als der Dieb der Trophäe heraus. |           |                         |                                |                      |                                       |                         |                                                             |
| 13 | 6         | Der Sensenmann          | Death Is a Bitch               | 21. März 2000        | 9. Nov. 2002                          | Michael Dante DiMartino | Ricky Blitt                                                 |
| Lois entdeckt bei Peter einen Knoten in der Brust. Peter geht zum Arzt, zum Glück ist alles harmlos, aber die Rechnung ist so hoch, dass er sich weigert, sie zu bezahlen. Er gibt auf dem Formular an, verstorben zu sein. Kurz darauf erscheint der Sensenmann, um den vermeintlichen Toten abzuholen. Als es zu einer Verfolgungsjagd kommt, verletzt sich der Tod und muss eine Weile im Hause Griffin bleiben. Solange kann aber auch niemand sterben. Peter geht gleich los und verbreitet die Nachricht, obwohl ihn der Sensenmann gebeten hatte, Stillschweigen zu bewahren. Auch das Fernsehen berichtet davon, dass es trotz schwerer Verletzungen keine Todesfälle mehr zu beklagen gibt. Der Tod zwingt daher Peter, seine Aufgabe zu übernehmen und mit einem spektakulären Todesfall allen klarzumachen, dass die Regeln des Sterbens noch gelten. Dazu soll ein Flugzeug mit den Schauspielern von Dawson’s Creek abstürzen und alle sollen umkommen. An Bord bekommt Peter Skrupel, da viele Unschuldige sterben würden. Er versucht, die Piloten zu warnen, tötet sie aber versehentlich mit seinem Todesgriff. Zum Glück befindet sich Karen Black an Bord; sie kann das Flugzeug landen. Alle wissen nun, dass der Tod noch existiert, und Peter darf auch weiterleben. |           |                         |                                |                      |                                       |                         |                                                             |
| 14 | 7         | Der König ist tot       | The King Is Dead               | 28. März 2000        | 8. Feb. 2003                          | Monte Young             | Craig Hoffman                                               |
| Der Direktor des Theaters in Quahog ist tot und Lois übernimmt seinen Posten. Sie plant die Aufführung des Stückes Der König und ich von Richard Rodgers (Musik) und Oscar Hammerstein II. Peter möchte auch gerne mitmachen, singt aber so schlecht, dass Lois ihn zum Produzenten macht. Er nimmt diese Aufgabe sehr ernst und überredet Diane Simmons dazu, Werbung für die Aufführung zu machen. Dazu verspricht er ihr die Hauptrolle, die eigentlich Loretta bekommen hatte. Peter macht außerdem einige Vorschläge, wie man das Stück interessanter gestalten könnte, und die anderen Darsteller sind zu Anfang sehr begeistert davon. Nur Lois ist sauer und schmeißt genervt ihren Posten hin, so dass Peter nun der Direktor ist. Dieser ändert aber ständig etwas, so dass kurz vor Beginn der Aufführung Diane aufgibt und Peter nun die Rolle der Anna übernimmt. Das Stück spielt in der Zukunft und bei Anna handelt es sich um einen Cyborg. Trotz der großen Veränderungen am originalen Stück ist das Publikum begeistert, was Lois zu einer Schimpftirade treibt. Peter lässt daraufhin einen langen Furz auf der Bühne und das Publikum lobt ihn noch mehr. Am Ende dankt er Lois für die Chance, sich zu verwirklichen, und sie sieht das Ganze auch nicht mehr so angespannt. |           |                         |                                |                      |                                       |                         |                                                             |
| 15 | 8         | Die Frau in Peter       | I Am Peter, Hear Me Roar       | 28. März 2000        | 15. Feb. 2003                         | Monte Young             | Chris Sheridan                                              |
| Die Griffins und ihre Nachbarn gewinnen ein Boot, wenn sie sich von einer Timesharing-Firma beraten lassen. Als man Peter vor die Wahl stellt, das Boot oder eine mysteriöse Schachtel zu nehmen, entscheidet er sich für die Überraschung und erhält Eintrittskarten zu einem Comedyabend. Dort betrinkt er sich und beginnt, Witze auf der Bühne zu erzählen. Das Publikum ist begeistert, und Peter erzählt auch auf der Arbeit weiter Witze. Wegen eines besonders sexistischen Witzes fühlt sich eine Kollegin beleidigt, und Peter muss zu einem Kurs gegen sexuelle Belästigung am Arbeitsplatz. Dort lernt er nichts und benimmt sich total daneben. Er soll deswegen an einem Ausflug mit verschiedenen Frauen teilnehmen. Durch einen Unfall lernt er seine feminine Seite kennen und wird verständnisvoller. Anfangs ist Lois von seiner sanften Seite begeistert, aber bald zeigt er immer seltsamere Verhaltensweisen. So glaubt er wegen seiner ausbleibenden Periode schwanger zu sein, und er versucht Stewie zu stillen. Peter geht mit Lois zu einer Frauengala, wo sie mit der Feministin Gloria in Streit gerät. Es kommt bald zu Handgreiflichkeiten, was Peter so anregt, dass er wieder zu einem Macho mutiert. |           |                         |                                |                      |                                       |                         |                                                             |
| 16 | 9         | Todgesund               | If I’m Dyin’ I’m Lyin’         | 4. Apr. 2000         | 22. Feb. 2003                         | Swinton O. Scott III    | Chris Sheridan                                              |
| Peter und sein Sohn Chris sind Fans der Serie Gumble 2 Gumble, die leider eingestellt wurde. Peter behauptet deswegen gegenüber den Produzenten, dass sein Sohn sterben werde und es sein letzter Wunsch sei, dass die Serie weiterlaufe. Die Firma lässt sich darauf unter der Bedingung ein, dass sie Chris’ Sterbeweg vermarkten darf. Peter stimmt dem zu. Doch als es Chris natürlich nicht schlechter geht, behauptet Peter, er habe heilende Kräfte und sein Sohn sei wieder gesund. Nun versammeln sich mehrere Gläubige vor dem Haus der Familie und beginnen Peter als Gott zu verehren. Und selbst der Familienvater verfällt langsam dem Glauben. Das löst aber die zehn Plagen als Strafe Gottes im Hause aus. Als der Erstgeborene – Chris – zu sterben droht, sagt Peter endlich die Wahrheit und alles wird gut. |           |                         |                                |                      |                                       |                         |                                                             |
| 17 | 10        | Die Schlammschlacht     | Running Mates                  | 11. Apr. 2000        | 1. März 2003                          | John Holmquist          | Garrett Donovan & Neil Goldman                              |
| Lois möchte gerne zur Schulpräsidentin gewählt werden. Da es keinen Gegenkandidaten gibt, wird sie das wohl auch. Chris hat derweil in der Schule Probleme, da er gespannt hat, und seine Eltern müssen in die Schule. Dort trifft Peter seinen alten Lieblingslehrer wieder, der durch Psychopharmaka ruhiggestellt wurde. Peter überredet ihn, die Medikamente nicht mehr zu nehmen. Das führt dazu, dass der Lehrer auf die Idee kommt, seltene Vogeleier kaputtzumachen; er wird suspendiert. Peter will, dass Lois als Präsidentin den Lehrer wieder einstellt, doch sie weigert sich. Darum tritt Peter als Gegenkandidat an und es kommt zu einem harten Wahlkampf. Die Ehepartner schrecken nicht vor Demütigungen und Beleidigungen zurück und am Ende gewinnt Peter die Wahl. Er führt einige Verbesserungen ein und wird von der Presse gelobt. Doch dann kommt heraus, dass er seinem Sohn Pornohefte gegeben hat (damit der Junge nicht mehr spannt), und er wird gezwungen zurückzutreten. |           |                         |                                |                      |                                       |                         |                                                             |
| 18 | 11        | Knallbunt               | A Picture Is Worth 1,000 Bucks | 18. Apr. 2000        | 8. März 2003                          | Gavin Dell              | Craig Hoffman                                               |
| Peter hat Geburtstag und bekommt von seinem Sohn ein selbstgemaltes Bild. Der Vater hat wenig für Kunst übrig und will mit dem Gemälde bloß sein kaputtes Autofenster verdecken. Dadurch wird der Künstler Antonio Monatti darauf aufmerksam und bezahlt 5000 Dollar dafür. Außerdem bittet er Peter seinen Sohn nach Manhattan zu bringen, damit er ein großer Künstler werden kann. Dort angekommen übernimmt Monatti Chris’ Umstyling und rät ihm, sich ab sofort von seinem Vater fernzuhalten. Peter ist darüber wenig erfreut und konzentriert sich auf Meg und versucht mit ihrem Talent, Vogelstimmen nachzuahmen, Geld zu verdienen. Chris gibt mit Hilfe seiner Bilder seinem Vater zu verstehen, dass er ihn liebt, wofür er von der Künstlerszene geächtet wird. Bevor die Familie nach Hause fährt, kommt Stewie noch groß raus als Windelmodel für Calvin Klein. |           |                         |                                |                      |                                       |                         |                                                             |
| 19 | 12        | Helden auf Sendung      | Fifteen Minutes of Shame       | 25. Apr. 2000        | 15. März 2003                         | Scott Wood              | Steve Callaghan                                             |
| Meg ist genervt von ihrer Familie. Diese zeigen keinerlei Respekt vor ihrer Privatsphäre und scheinen auch kein Schamgefühl zu kennen. Nach mehreren peinlichen Situationen geht sie mit ihrer Familie zur Diane-Simmons-Show, um mit ihnen die Probleme zu diskutieren. Das Publikum ist so begeistert von der Familie, dass sie ihr eigenes Reality-TV-Format bekommen. Das wird der Tochter zu viel und sie verlässt das Haus und ihre Familie. In der Serie wird sie einfach durch eine sexy Jugendliche ersetzt. Später werden auch die anderen Mitglieder der Familie durch berühmtere Darsteller ersetzt und sie müssen in ein Hotel ziehen. Dort versöhnt sich Meg wieder mit allen. |           |                         |                                |                      |                                       |                         |                                                             |
| 20 | 13        | Friede sei mit Dir      | Road to Rhode Island           | 30. Mai 2000         | 22. März 2003                         | Dan Povenmire           | Gary Janetti                                                |
| 21 | 14        | Peters dritter Frühling | Let’s Go to the Hop            | 6. Juni 2000         | 29. März 2003                         | Glenn Hill              | Mike Barker & Matt Weitzman                                 |
| Über Quahog gerät das Flugzeug von kolumbianischen Drogenschmugglern in Schwierigkeiten und sie stürzen ab. Die Ware – halluzinogene Frösche – überlebt und hüpft in die Stadt. Das Lecken an den Tieren verursacht Rauschzustände und wird bald zum Trend unter den Jugendlichen. Peter und Lois machen sich Sorgen um ihre Kinder und Peter beschließt undercover als Schüler mit Namen Lando Griffin an die Schule zu gehen. Dort wird er bald sehr beliebt und bringt alle dazu, mit dem Krötenlecken aufzuhören. Auch wenn seine Aufgabe erfüllt ist, bleibt er weiter an der Schule und genießt das Coolsein. Meg versucht davon zu profitieren und erzählt, dass Lando sie zum Winterball eingeladen hat. Doch ihr Vater gibt ihr einen Korb und geht mit Connie D’Amico zum Ball. Das Paar wird sogar zu König und Königin gekrönt. Meg ist traurig und ihr Vater bekommt ein schlechtes Gewissen. Daher hält er eine Rede darüber, wie toll Meg ist, und fährt dann auf einem Motorrad davon, um seinen Tod vorzutäuschen. |           |                         |                                |                      |                                       |                         |                                                             |
| 22 | 15        | Stewie macht ernst      | Dammit Janet                   | 13. Juni 2000        | 5. Apr. 2003                          | Bert Ring               | Mike Barker & Matt Weitzman                                 |
| Da Stewie nicht gut mit anderen Kindern klarkommt, beschließt Lois, dass er in den Kindergarten gehen soll. Dadurch hat sie viel Zeit, mit der sie nichts anzufangen weiß. Peter überredet sie, als Stewardess zu arbeiten, da er dann umsonst fliegen kann. Schon nach kurzer Zeit hasst sie den Job und sie möchte kündigen. Peter schafft es, sie zu überzeugen, noch etwas weiterzumachen. Bei einem seiner Gratisflüge ist Lois als Stewardess dabei und sie erkennt seine wahren Absichten. Während sich beide auf der Bordtoilette streiten, wird das Flugzeug nach Kuba entführt. Da man die beiden nicht entdeckt hatte, konnten sie nicht mit den anderen Passagieren und ihrem Gepäck mit den Papieren zurück in die USA. Sie versuchen daher in einem Schlauchboot mit Flüchtlingen über die Grenze zu reisen. Stewie hat derweil einige Schwierigkeiten im Kindergarten. Er verliebt sich in Janet, welche von ihm einen Cookie geschenkt bekommt. Bald sieht er, dass sie auch von anderen Jungs Cookies annimmt, und versucht sie zurückzugewinnen. Am Ende merkt er, dass sie ihn nur wegen seiner Cookies mag, und macht ihr eine Szene. |           |                         |                                |                      |                                       |                         |                                                             |
| 23 | 16        | Mord ohne Auftrag       | There’s Something About Paulie | 27. Juni 2000        | 12. Apr. 2003                         | Monte Young             | Ricky Blitt                                                 |
| Lois ist sehr gestresst und verlangt von Peter, dass sie ein zweites Auto kaufen, damit sie mobiler ist. Beim Autokauf ignoriert Peter die Bedenken seiner Frau und lässt sich von dem Verkäufer ein Schrottauto andrehen. Dieses geht natürlich gleich kaputt. Um sich das Geld für die Reparatur zu sparen, bittet Peter die Mafia sein Auto zu stehlen. Mit dem Geld der Versicherung will er dann ein neues kaufen. Als Gegenleistung soll er mit dem Neffen des Don, Paulie, ins Kino gehen. Die beiden verstehen sich gut. Lois ist nicht begeistert und verbietet Peter den Umgang. Durch eine unbedachte Aussage Peters gegenüber Paulie veranlasst die Mafia die Ermordung von Lois. Um das rückgängig zu machen, müssen Peter und Lois den Don am Hochzeitstag seiner Tochter um einen Gefallen bitten, nämlich Lois nicht zu töten. Peter bittet aber versehentlich um ein Tiramisu und die Chance ist vertan. Als sie dem frisch vermählten Paar begegnen, beenden sie deren Streit und der Ehemann versucht Lois zu töten, da es sein Auftrag ist. Peter bittet um das Leben seiner Frau und bietet an, an ihrer Stelle erschossen zu werden. Der Don ist gerührt und storniert den Auftrag. |           |                         |                                |                      |                                       |                         |                                                             |
| 24 | 17        | Club der Schönen        | He’s Too Sexy for His Fat      | 27. Juni 2000        | 19. Apr. 2003                         | Glen Hill               | Chris Sheridan                                              |
| Chris hat schwere Komplexe wegen seiner Fettleibigkeit und Lois rät ihm daher mehr Sport zu treiben und sich gesünder zu ernähren. Peter kommt auf die Idee, dass sich Chris auch das Fett absaugen lassen könnte. Doch der Junge ist vernünftig genug, das nicht zu tun und lieber weiter Diät zu halten. Dafür lässt sich Peter operieren und wird damit zum Schönling. Er wird sogar in den Club der schönen Menschen aufgenommen. Um seinen Sohn anzuspornen, nimmt er ihn mit zum Hauptquartier, wo Chris aber wegen seines Aussehens der Zutritt verwehrt wird. Lois ist sauer auf ihren Mann, dass er ihrem Sohn diese Demütigung zugemutet hat. Als Peter mit seinem Auto unterwegs ist, kann er nicht aufhören sich selbst im Spiegel zu bewundern. Es kommt zu einem Unfall. Er landet in einem Fass Fett und wird dadurch wieder zum alten Peter. |           |                         |                                |                      |                                       |                         |                                                             |
| 25 | 18        | Petoria                 | E. Peterbus Unum               | 12. Juli 2000        | 26. Apr. 2003                         | Rob Renzetti            | Neil Goldman & Garrett Donovan                              |
| Peter möchte sich einen Pool bauen. Um die Genehmigung zu erhalten, geht er in das Rathaus, wo festgestellt wird, dass das Grundstück der Familie Griffin weder zur Stadt noch zu den Vereinigten Staaten gehört. Peter gründet daraufhin den unabhängigen Staat Petoria. Dieser wird bald immer bekannter – auch weil sich Peter wegen seiner diplomatischen Immunität einige Verfehlungen erlaubt. Bei den Vereinten Nationen wird Peter wegen der geringen Größe seines Staates nicht beachtet. Durch einen anderen Botschafter kommt er auf die Idee, sich Gehör zu verschaffen, indem er den Swimmingpool seines Nachbarn Joe annektiert. Das löst eine Militärblockade durch die USA aus. Die Griffins werden von der Außenwelt abgeschnitten und Lois und die Kinder flüchten in die Vereinigten Staaten. Schlussendlich gibt auch Peter auf und Petoria wird in die USA integriert. |           |                         |                                |                      |                                       |                         |                                                             |
| 26 | 19        | Schlagzeilen            | The Story on Page One          | 18. Juli 2000        | 3. Mai 2003                           | Gavin Dell              | Craig Hoffman                                               |
| Meg möchte gerne später auf die Brown University gehen. Doch beim Gespräch mit dem Dekan kommt heraus, dass sie zu wenige außerschulische Aktivitäten vorzuweisen hat. Sie beschließt daher, bei der Schülerzeitung mitzumachen und als Erstes den Bürgermeister zu interviewen. Dieser wehrt sich zu Anfang, ist dann aber bereit, mit ihr zu sprechen. Dabei kommt heraus, dass er die Gelder der Stadt verschwendet, und Meg wittert ihre Schlagzeile. Peter ist der Meinung, dass der Artikel nicht spannend genug sei, und schreibt einen neuen, in dem er behauptet, dass Luke Perry schwul sei. Die Schüler sind begeistert, aber Luke Perry droht mit rechtlichen Konsequenzen. Peter beschließt, dass er Meg am besten helfen kann, indem aus seiner Lüge Wahrheit wird, und er versucht, Luke Perry in einer schwulen Situation zu fotografieren. Da das nicht klappt, entschuldigt er sich bei ihm und gesteht den wahren Sachverhalt. Luke ist bereit, die Anzeige zurückzuziehen und Meg ein richtiges Interview zu geben. |           |                         |                                |                      |                                       |                         |                                                             |
| 27 | 20        | Im Rausch der Musik     | Wasted Talent                  | 25. Juli 2000        | 10. Mai 2003                          | Bert Ring               | Mike Barker & Matt Weitzman, Idee: David Collard & Ken Goin |
| Im Stil von Charlie und die Schokoladenfabrik kann man in Quahog Eintrittskarten für die Pawtucket-Brauerei gewinnen. Peter trinkt daher viel Bier, um einer der Gewinner zu sein. Letztendlich findet er auch den letzten Gewinnchip und besucht zusammen mit den anderen Gewinnern und Brian die Fabrik. Trotz des Verbotes trinken sie ein Bier, das sich noch in der Entwicklung befindet. Als Strafe müssen sie die Tour verlassen. Lois plagt sich mit anderen Sorgen. Der Klavierwettbewerb steht an, und sie hat keinen Schüler, der gut genug wäre, gegen den Schüler ihrer Erzrivalin anzutreten. In dem Moment kommt Peter enttäuscht von der Tour zurück und versucht durch Klavierspiel Lois Aufmerksamkeit zu bekommen. Es stellt sich heraus, dass Peter im betrunkenen Zustand ein exzellenter Pianist ist. Daher unternimmt Lois nun alles, um bei Peter den Alkoholpegel hoch genug zu halten; am Ende gewinnen sie den Wettbewerb. Doch Lois macht sich Vorwürfe, dass sie für ihr Ego die Gesundheit ihres Mannes aufs Spiel gesetzt hat. Peter beruhigt sie, dass es seinen Gehirnzellen gut gehe. Ein Blick in Peters Kopf lässt daran zweifeln. |           |                         |                                |                      |                                       |                         |                                                             |
| 28 | 21        | Der Leihvater           | Fore, Father                   | 1. Aug. 2000         | 17. Mai 2003                          | Scott Wood              | Bobby Bowman                                                |
| Es ist Zeit für den Frühjahrsputz. Da Peter mehr Chaos als Ordnung macht, wird er verdonnert zusammen mit Chris das Haus zu verlassen. Er beschließt mit Joe, dessen Sohn Kevin, Cleveland und dessen Sohn Cleveland Jr. einen Campingausflug zu machen. Während Chris auf die Lebensmittel achten soll, werden diese gestohlen. Um Verantwortung zu lernen, übernimmt Chris einen Job auf einer Golfanlage. Dort entdeckt Peter das Golftalent von Cleveland Jr. und beginnt den Jungen zu trainieren. Dabei vernachlässigt er seinen eigenen Sohn. Dieser sucht sich deswegen Quagmire als Vaterfigur. In der Zwischenzeit nimmt Cleveland Jr. an einem Golfturnier teil. Wegen seiner geringen Aufmerksamkeitsspanne lässt er sich ablenken und scheidet aus dem Turnier aus. Chris und sein Vater versöhnen sich daraufhin. |           |                         |                                |                      |                                       |                         |                                                             |

## Staffel 3
Die Erstausstrahlung der dritten Staffel wurde bis auf die letzte Folge Ein Davidstern am Himmel vom 11. Juli 2001 bis zum 14. Februar 2002 beim US-amerikanischen Fernsehsender Fox gesendet. Die letzte Folge folgte am 9. November 2003, erst eineinhalb Jahre später. Die deutschsprachige Erstausstrahlung wurde vom 8. August bis zum 15. Dezember 2005 auf dem deutschen Free-TV-Sender ProSieben gesendet. Die letzte Folge wurde, ebenfalls auf ProSieben, am 9. Februar 2006 gesendet.
| Nr. (ges.) | Nr. (St.) | Deutscher Titel                        | Originaltitel                                | Erstausstrahlung USA | Deutschsprachige Erstausstrahlung (D) | Regie                                              | Drehbuch                                                          |
| --- | --------- | -------------------------------------- | -------------------------------------------- | -------------------- | ------------------------------------- | -------------------------------------------------- | ----------------------------------------------------------------- |
| 29 | 1         | Der schmale weiße Grat                 | The Thin White Line (1)                      | 11. Juli 2001        | 8. Aug. 2005                          | Glen Hill                                          | Steve Callaghan                                                   |
| Joe bemerkt Brians gute Nase und bietet ihm einen Job als Drogenspürhund bei der Polizei von Quahog. Brian schnappt mehrere Drogendealer, inhaliert bei einem der Einsätze aber versehentlich Kokain und wird süchtig. Das kann er nicht lange verbergen und er verliert seinen Job. Die Familie beschließt ihr Urlaubsgeld für Brian auszugeben und schicken ihn in eine Entzugsklinik. Peter beschließt auch in der Klinik zu bleiben, als Ersatz für seinen verlorenen Urlaub. Er benimmt sich daneben und stiftet auch Brian zu schlechtem Verhalten an. Der Psychiater bezeichnet Peter daher als Grund für Brians Drogensucht. Doch der Familienhund verteidigt seinen Freund und beide verlassen die Klinik. Zuhause werden sie herzlich empfangen. Brian verabschiedet sich jedoch gleich wieder, da er beschlossen hat für eine Weile nach Kalifornien zu gehen und in Hollywood Fuß zu fassen. |           |                                        |                                              |                      |                                       |                                                    |                                                                   |
| 30 | 2         | Brian goes to Hollywood                | Brian Does Hollywood (2)                     | 18. Juli 2001        | 15. Aug. 2005                         | Gavin Dell                                         | Gary Janetti                                                      |
| Brian muss sich in Kalifornien mit Gelegenheitsjobs durchschlagen, da er keines seiner Drehbücher verkauft bekommt. Seiner Familie schwindelt er vor, dass alles gut laufen würde. Durch die Vermittlung seines Cousins Jasper wird Brian ein Job als Regisseur angeboten. Er sagt sofort zu. Inzwischen vermisst ihn seine Familie und beschließt ihn in LA zu besuchen. Um kostenlos hinzukommen nimmt Stewie an einem Casting für die Show „Kinder sagen die wunderlichsten Dinge“ teil und wird ausgewählt. Beim Wiedersehen lädt Brian die Familie ans Filmset ein, wo er erst jetzt merkt, dass es sich um einen Pornodreh handelt. Er kann gerade noch verhindern, dass es die Familie merkt. Brian wird für eine Auszeichnung für Pornofilme nominiert und trifft bei der Verleihung auf Lois und Peter. Diese geben ihm zu verstehen, dass sie die Wahrheit erfahren haben und ihn unterstützen. Brian merkt wie sehr er seine Familie liebt und fliegt mit ihnen Heim. |           |                                        |                                              |                      |                                       |                                                    |                                                                   |
| 31 | 3         | Mr. Griffin geht nach Washington       | Mr. Griffin Goes to Washington               | 25. Juli 2001        | 22. Aug. 2005                         | Brian Hogan                                        | Ricky Blitt                                                       |
| Peter schwindelt seinem Chef einen Unfall vor, um nicht arbeiten zu müssen. Lieber verbringt er einen Tag mit seiner Familie beim Baseball. Dort begegnet er aber seinem Chef und die Lüge fliegt auf. Am nächsten Tag will er sich entschuldigen und erfährt, dass die Spielzeugfirma von einer Zigarettenfirma übernommen wurde. Die neuen Spielzeuge sollen die Kinder zum Rauchen animieren. Peter stellt, auf Drängen seiner Frau, seine neuen Bosse zur Rede. Diese dementieren die Tatsachen und machen Peter zum Präsidenten der Firma. Dank der neuen Annehmlichkeiten für die Familie ist auch Lois besänftigt. Peter soll nach Washington reisen, um im Kongress das Antirauchgesetz zu verhindern. Er hat die Abgeordneten schnell auf seiner Seite. Lois entdeckt inzwischen, dass Stewie mit dem Rauchen angefangen hat, und will ihren Mann aufhalten. Im Kongress hält Peter eine flammende Rede, als er durch Stewies Raucherhusten unterbrochen wird. Er entscheidet sich anders und plädiert für das Rauchverbot. |           |                                        |                                              |                      |                                       |                                                    |                                                                   |
| 32 | 4         | Die Briten kommen                      | One If By Clam, Two If By Sea                | 1. Aug. 2001         | 29. Aug. 2005                         | Dan Povenmire                                      | Jim Bernstein & Michael Shipley                                   |
| Ein Hurrikan zerstört die Stammbar von Peter und seinen Kumpels. Der Eigentümer verkauft daraufhin den Laden an den Briten Nigel. Dieser macht aus der Bar einen traditionellen englischen Pub. Peter, Joe, Quagmire und Cleveland fühlen sich nicht mehr wohl und starten eine Revolution. Im Stile der Boston Tea Party schleichen sie sich auf ein Schiff und werfen das britische Bier über Bord. In derselben Nacht brennt der Pub nieder und Peter und seine Kumpels werden beschuldigt und ins Gefängnis geworfen. Lois, Loretta und Bonnie vermuten eine Verschwörung. Sie nutzen Nigels Interesse an Lois, um ihn zu einem Geständnis zu zwingen. Er hat den Pub selbst abgebrannt, um die Versicherung zu betrügen. Die Männer kommen frei, und Nigel wird nach England zurückgeschickt, wo man ihn im Tower erhängt. Stewie hatte sich mit Nigels Tochter angefreundet und versucht, ihr im Stile von My fair Lady ordentliches Benehmen beizubringen. Das Vorhaben gelingt aber nur kurzzeitig. Nach dem Tode ihres Vaters kommt sie in England in ein Waisenhaus. |           |                                        |                                              |                      |                                       |                                                    |                                                                   |
| 33 | 5         | Und den Größten hat …                  | And the Wiener is …                          | 8. Aug. 2001         | 5. Sep. 2005                          | Bert Ring                                          | Mike Barker & Matt Weitzman                                       |
| Peter glaubt seinem Sohn Chris in allem überlegen zu sein. Jeden Wettkampf kann er für sich entscheiden. In der Sauna findet er aber heraus, dass Chris einen längeren Penis hat und bekommt Komplexe. Zuerst kauft sich Peter ein großes rotes Auto, was er aber durch seine Fahrweise schrottet. Daraufhin tritt er NGA bei. Bei einem Jagdausflug des Vereins werden Peter und Chris von einem Bären angegriffen. Chris schafft es das Tier zu vertreiben und Vater und Sohn vertragen sich wieder. Meg hat in der Zwischenzeit mal wieder Probleme mit den coolen Schülern. Da sie bei den Cheerleadern nicht akzeptiert wird, tritt sie den Fahnenschwenkern bei. Bei ihrem ersten Auftritt wird sie von den coolen Kids gedemütigt. Lois rät ihrer Tochter, sich mit Connie und den anderen anzufreunden und sich dann zu rächen. Auf einer Party will Meg den Plan aber nicht durchziehen, da sie die anderen für ihre Freunde hält. Nach einer weiteren Demütigung bereut sie das. Lois schickt daher Quagmire zu Connie. |           |                                        |                                              |                      |                                       |                                                    |                                                                   |
| 34 | 6         | Der Tod lebt                           | Death Lives                                  | 15. Aug. 2001        | 12. Sep. 2005                         | Rob Renzetti                                       | Mike Henry                                                        |
| Es ist Peters und Lois' Hochzeitstag. Doch der Familienvater würde lieber mit seinen Freunden golfen gehen. Daher veranstaltet er für seine Frau eine Schnitzeljagd, damit sie beschäftigt ist. Auf dem Golfplatz wird Peter von einem Blitz getroffen und Tod eröffnet ihm, dass er eine Scheintoderfahrung haben soll. In Zeitsprüngen wird gezeigt, wie sich die Liebe von Lois und Peter entwickelt hat. Doch Lois Vater war gar nicht begeistert vom Freund ihrer Tochter und so ließ er Peter verschwinden. Im Ozean treibend wurde er von der US Navy gerettet und lernte dabei seinen Kumpel Quagmire kennen. Wieder zurück in der Villa der Pewterschmidts sagte Peter Lois' Vater, dass er gedenkt seine Tochter zu heiraten. Doch Carter war nicht begeistert und bot Peter Geld, wenn dieser es nicht tut. Doch Peter lehnte ab. Lois hatte alles mit angehört und nimmt den Antrag an. In der Gegenwart hat Lois den Plan ihres Mannes durchschaut und will ihn zur Rede stellen. Doch Peter hat bereits alles für eine Versöhnung vorbereitet und beide verbringen einen schönen Hochzeitstag. Zwischendurch hat hilft Peter Tod mit seinem eigenen Liebesleben, was aber kein Happy End hat. |           |                                        |                                              |                      |                                       |                                                    |                                                                   |
| 35 | 7         | Lois, die Kampfmaschine                | Lethal Weapons                               | 22. Aug. 2001        | 19. Sep. 2005                         | Brian Hogan                                        | Chris Sheridan                                                    |
| 36 | 8         | Wenn Frauen küssen müssen              | The Kiss Seen Around the World               | 29. Aug. 2001        | 26. Sep. 2005                         | Pete Michels                                       | Mark Hentemann                                                    |
| 37 | 9         | Der schwarze Ritter                    | Mr. Saturday Knight                          | 5. Sep. 2001         | 6. Okt. 2005                          | Michael Dante DiMartino                            | Steve Callaghan                                                   |
| 38 | 10        | Der dicke Mann und das Meer            | A Fish Out of Water                          | 19. Sep. 2001        | 13. Okt. 2005                         | Bert Ring                                          | Alex Borstein & Mike Henry                                        |
| 39 | 11        | Zeugung verhindert                     | Emission Impossible                          | 8. Nov. 2001         | 20. Okt. 2005                         | Peter Shin                                         | David Collard & Ken Goin                                          |
| 40 | 12        | Lieben und sterben in Dixie            | To Love and Die in Dixie                     | 15. Nov. 2001        | 27. Okt. 2005                         | Dan Povenmire                                      | Steve Callaghan                                                   |
| 41 | 13        | Scharfe Köter                          | Screwed The Pooch                            | 29. Nov. 2001        | 3. Nov. 2005                          | Pete Michels                                       | David Collard & Ken Goin                                          |
| 42 | 14        | Der schwarze Peter                     | Peter Griffin: Husband, Father…Brother?      | 6. Dez. 2001         | 10. Nov. 2005                         | Scott Wood                                         | Mike Barker & Matt Weitzman                                       |
| 43 | 15        | Die Joe Swanson Story                  | Ready, Willing, and Disabled                 | 20. Dez. 2001        | 18. Nov. 2005                         | Andi Klein                                         | Alex Barnow & Marc Firek                                          |
| 44 | 16        | Ein besonders missglücktes Weihnachten | A Very Special Family Guy Freakin’ Christmas | 21. Dez. 2001        | 22. Dez. 2005                         | Brian Hogan                                        | Danny Smith                                                       |
| 45 | 17        | Das Schwalbennest                      | Brian Wallows and Peter’s Swallows           | 17. Jan. 2002        | 27. Okt. 2005                         | Dan Povenmire                                      | Allison Adler                                                     |
| 46 | 18        | Nackt durchs Leben                     | From Method to Madness                       | 24. Jan. 2002        | 24. Nov. 2005                         | Bert Ring                                          | Mike Barker & Matt Weitzman                                       |
| 47 | 19        | Eifersucht und Superkleber             | Stuck Together, Torn Apart                   | 31. Jan. 2002        | 1. Dez. 2005                          | Michael Dante DiMartino                            | Mark Hentemann                                                    |
| 48 | 20        | Stewie, Brian und die Welt             | European Road Show                           | 7. Feb. 2002         | 8. Dez. 2005                          | Dan Povenmire                                      | Daniel Palladino                                                  |
| 49 | 21        | Family Guy Fan-Post                    | Family Guy Viewer Mail #1                    | 14. Feb. 2002        | 15. Dez. 2005                         | Michael Dante DiMartino, Pete Michels & Scott Wood | Gene Laufenberg, Seth MacFarlane, Michael Shipley & Jim Bernstein |
| 50 | 22        | Ein Davidstern am Himmel               | When You Wish Upon a Weinstein               | 9. Nov. 2003         | 9. Feb. 2006                          | Dan Povenmire                                      | Ricky Blitt                                                       |

## Staffel 4
Die Erstausstrahlung der vierten Staffel wurde vom 1. Juli 2005 bis zum 21. Mai 2006 beim US-amerikanischen Fernsehsender Fox gesendet. Die deutschsprachige Erstausstrahlung wurde vom 4. Juli bis zum 10. Oktober 2007 auf dem deutschen Free-TV-Sender ProSieben gesendet.
| Nr. (ges.) | Nr. (St.) | Deutscher Titel                  | Originaltitel                                 | Erstausstrahlung USA | Deutschsprachige Erstausstrahlung (D) | Regie                      | Drehbuch                                   |
| ---------- | --------- | -------------------------------- | --------------------------------------------- | -------------------- | ------------------------------------- | -------------------------- | ------------------------------------------ |
| 51         | 1         | Die Passion Griffin              | North by North Quahog                         | 1. Mai 2005          | 4. Juli 2007                          | Peter Shin                 | Seth MacFarlane                            |
| 52         | 2         | Liebe deine Lehrer               | Fast Times at Buddy Cianci Jr. High           | 8. Mai 2005          | 4. Juli 2007                          | Pete Michels               | Ken Goin                                   |
| 53         | 3         | Blinder Eifer                    | Blind Ambition                                | 15. Mai 2005         | 11. Juli 2007                         | Chuck Klein                | Steve Callaghan                            |
| 54         | 4         | Die Familienband                 | Don’t Make Me Over                            | 5. Juni 2005         | 11. Juli 2007                         | Sarah Frost                | Gene Laufenberg                            |
| 55         | 5         | Drei sind einer zuviel           | The Cleveland-Loretta Quagmire                | 12. Juni 2005        | 18. Juli 2007                         | James Purdum               | Mike Henry & Patrick Henry                 |
| 56         | 6         | Das zurückgebliebene Genie       | Petarded                                      | 19. Juni 2005        | 18. Juli 2007                         | Seth Kearsley              | Alec Sulkin & Wellesley Wild               |
| 57         | 7         | Brian, der Bachelor              | Brian the Bachelor                            | 26. Juni 2005        | 25. Juli 2007                         | Dan Povenmire              | Mark Hentemann                             |
| 58         | 8         | Tochter günstig abzugeben        | 8 Simple Rules for Buying My Teenage Daughter | 10. Juli 2005        | 25. Juli 2007                         | Greg Colton                | Patrick Meighan                            |
| 59         | 9         | Diebesglück                      | Breaking Out Is Hard to Do                    | 17. Juli 2005        | 1. Aug. 2007                          | Kurt Dumas                 | Tom Devanney                               |
| 60         | 10        | Mom ist ein Model                | Model Misbehavior                             | 24. Juli 2005        | 1. Aug. 2007                          | Sarah Frost                | Steve Callaghan                            |
| 61         | 11        | Peter und James Woods            | Peter’s Got Woods                             | 11. Sep. 2005        | 8. Aug. 2007                          | Chuck Klein & Zac Moncrief | Danny Smith                                |
| 62         | 12        | Robinson Griffin                 | Perfect Castaway                              | 18. Sep. 2005        | 8. Aug. 2007                          | James Purdum               | John Viener                                |
| 63         | 13        | Dschungelliebe                   | Jungle Love                                   | 25. Sep. 2005        | 18. Aug. 2007                         | Seth Kearsley              | Mark Hentemann                             |
| 64         | 14        | PTV                              | PTV                                           | 6. Nov. 2005         | 18. Aug. 2007                         | Dan Povenmire              | Alec Sulkin & Wellesley Wild               |
| 65         | 15        | Brian auf der Uni                | Brian Goes Back to College                    | 13. Nov. 2005        | 22. Aug. 2007                         | Greg Colton                | Matt Fleckenstein                          |
| 66         | 16        | Vater und Sohn                   | The Courtship of Stewie’s Father              | 20. Nov. 2005        | 22. Aug. 2007                         | Kurt Dumas                 | Kirker Butler                              |
| 67         | 17        | Der Fettwanst-Würger             | Fat Guy Strangler                             | 27. Nov. 2005        | 29. Aug. 2007                         | Sarah Frost                | Chris Sheridan                             |
| 68         | 18        | Die Kirche des Fonz              | The Father, the Son & the Holy Fonz           | 18. Dez. 2005        | 29. Aug. 2007                         | James Purdum               | Danny Smith                                |
| 69         | 19        | Brian singt und swingt           | Brian Sings and Swings                        | 8. Jan. 2006         | 5. Sep. 2007                          | Chuck Klein & Zac Moncrief | Michael Rowe                               |
| 70         | 20        | Ein Sportlerschicksal            | Patriot Games                                 | 29. Jan. 2006        | 5. Sep. 2007                          | Cyndi Tang & Dan Povenmire | Mike Henry                                 |
| 71         | 21        | Quagmire heiratet                | I Take Thee, Quagmire                         | 12. März 2006        | 12. Sep. 2007                         | Seth Kearsley              | Tom Maxwell, Don Woodard & Steve Callaghan |
| 72         | 22        | Die Fette in meinem Bett         | Sibling Rivalry                               | 26. März 2006        | 12. Sep. 2007                         | Dan Povenmire              | Cherry Chevapravatdumrong                  |
| 73         | 23        | Inspiration                      | Deep Throats                                  | 9. Apr. 2006         | 19. Sep. 2007                         | Greg Colton                | Alex Borstein                              |
| 74         | 24        | Peterotika                       | Peterotica                                    | 23. Apr. 2006        | 19. Sep. 2007                         | Kurt Dumas                 | Patrick Meighan                            |
| 75         | 25        | Sie dürfen den Kerl jetzt küssen | You May Now Kiss The… Uh… Guy Who Receives    | 30. Apr. 2006        | 26. Sep. 2007                         | Dominic Polcino            | David A. Goodman                           |
| 76         | 26        | Petergeist                       | Petergeist                                    | 7. Mai 2006          | 26. Sep. 2007                         | Sarah Frost                | Alec Sulkin & Wellesley Wild               |
| 77         | 27        | Familiengeschichten              | The Griffin Family History                    | 14. Mai 2006         | 29. Sep. 2007                         | Zac Moncrief               | John Viener                                |
| 78         | 28        | Stewies wundersame Wandlung      | Stewie B. Goode                               | 21. Mai 2006         | 10. Okt. 2007                         | Pete Michels               | Gary Janetti & Chris Sheridan              |
| 79         | 29        | Stewie sucht seinen Vater        | Bango Was His Name Oh!                        | 21. Mai 2006         | 10. Okt. 2007                         | Pete Michels               | Alex Borstein                              |
| 80         | 30        | Der zukünftige Stewie            | Stu & Stewie’s Excellent Adventure            | 21. Mai 2006         | 10. Okt. 2007                         | Pete Michels               | Steve Callaghan                            |

## Staffel 5
Die Erstausstrahlung der fünften Staffel wurde vom 10. September 2006 bis zum 20. Mai 2007 beim US-amerikanischen Fernsehsender Fox gesendet. Die deutschsprachige Erstausstrahlung wurde vom 16. Mai bis zum 12. September 2009 auf dem deutschen Free-TV-Sender ProSieben gesendet.
| Nr. (ges.) | Nr. (St.) | Deutscher Titel                          | Originaltitel                               | Erstausstrahlung USA | Deutschsprachige Erstausstrahlung (D) | Regie                           | Drehbuch                     |
| ---------- | --------- | ---------------------------------------- | ------------------------------------------- | -------------------- | ------------------------------------- | ------------------------------- | ---------------------------- |
| 81         | 1         | Stewie liebt Lois                        | Stewie Loves Lois                           | 10. Sep. 2006        | 16. Mai 2009                          | Mike Kim                        | Mark Hentemann               |
| 82         | 2         | Stiefsohn Peter                          | Mother Tucker                               | 17. Sep. 2006        | 23. Mai 2009                          | James Purdum                    | Tom Devanney                 |
| 83         | 3         | Die Hölle kommt nach Quahog              | Hell Comes to Quahog                        | 24. Sep. 2006        | 30. Mai 2009                          | Dan Povenmire                   | Kirker Butler                |
| 84         | 4         | Der Soldat Brian Griffin                 | Saving Private Brian                        | 5. Nov. 2006         | 6. Juni 2009                          | Cyndi Tang                      | Cherry Chevapravatdumrong    |
| 85         | 5         | Peter lässt arbeiten                     | Whistle While Your Wife Works               | 12. Nov. 2006        | 13. Juni 2009                         | Greg Colton                     | Steve Callaghan              |
| 86         | 6         | Was Sie noch nie über Sex wissen wollten | Prick Up Your Ears                          | 19. Nov. 2006        | 20. Juni 2009                         | James Purdum                    | Cherry Chevapravatdumrong    |
| 87         | 7         | Weiberkrebs                              | Chick Cancer                                | 26. Nov. 2006        | 27. Juni 2009                         | Pete Michels                    | Alec Sulkin & Wellesley Wild |
| 88         | 8         | Die Gesetzeshüter                        | Barely Legal                                | 17. Dez. 2006        | 4. Juli 2009                          | Zac Moncrief                    | Kirker Butler                |
| 89         | 9         | Jäger des verlorenen Rupert              | Road to Rupert                              | 28. Jan. 2007        | 11. Juli 2009                         | Dan Povenmire                   | Patrick Meighan              |
| 90         | 10        | Peters zwei Väter                        | Peter’s Two Dads                            | 11. Feb. 2007        | 18. Juli 2009                         | Cyndi Tang                      | Danny Smith                  |
| 91         | 11        | Der Schwächere gibt nach                 | The Tan Aquatic with Steve Zissou           | 18. Feb. 2007        | 25. Juli 2009                         | Julius Wu                       | Mark Hentemann               |
| 92         | 12        | Airport ’07 (oder) Lizenz zum Fliegen    | Airport ’07                                 | 4. März 2007         | 1. Aug. 2009                          | John Holmquist                  | Tom Devanney                 |
| 93         | 13        | Peter und Bill Clinton auf grosser Fahrt | Bill and Peter’s Bogus Journey              | 11. März 2007        | 8. Aug. 2009                          | Dominic Polcino                 | Steve Callaghan              |
| 94         | 14        | Kein Essen auf Rädern                    | No Meals On Wheels                          | 25. März 2007        | 15. Aug. 2009                         | Greg Colton                     | Mike Henry                   |
| 95         | 15        | Texorzismus                              | Boys Do Cry                                 | 29. Apr. 2007        | 22. Aug. 2009                         | Brian Iles                      | Cherry Chevapravatdumrong    |
| 96         | 16        | Zweiter Bildungsweg für Chris            | No Chris Left Behind                        | 6. Mai 2007          | 29. Aug. 2009                         | Pete Michels                    | Patrick Meighan              |
| 97         | 17        | Im Rausch der Macht                      | It Takes a Village Idiot, and I Married One | 13. Mai 2007         | 5. Sep. 2009                          | Zac Moncrief                    | Alex Borstein                |
| 98         | 18        | Gestatten, Lois Quagmire                 | Meet the Quagmires                          | 20. Mai 2007         | 12. Sep. 2009                         | Dan Povenmire & Chris Robertson | Mark Hentemann               |

## Staffel 6
Die Erstausstrahlung der sechsten Staffel fand vom 23. September 2007 bis zum 4. Mai 2008 beim US-amerikanischen Fernsehsender Fox statt. Die deutschsprachige Erstausstrahlung fand vom 14. Februar bis zum 30. Mai 2010 auf dem deutschen Free-TV-Sender ProSieben statt.
| Nr. (ges.) | Nr. (St.) | Deutscher Titel              | Originaltitel                           | Erstausstrahlung USA | Deutschsprachige Erstausstrahlung (D)         | Regie           | Drehbuch         |
| ---------- | --------- | ---------------------------- | --------------------------------------- | -------------------- | --------------------------------------------- | --------------- | ---------------- |
| 99         | 1         | Blue Harvest                 | Blue Harvest                            | 23. Sep. 2007        | 14. Feb. 2010 (Teil 1) 21. Feb. 2010 (Teil 2) | Dominic Polcino | Alec Sulkin      |
| 100        | 2         | Brian zieht aus              | Movin' Out (Brian's Song)               | 30. Sep. 2007        | 28. Feb. 2010                                 | Cyndi Tang      | John Viener      |
| 101        | 3         | Joes Auferstehung            | Believe It Or Not, Joe's Walking On Air | 7. Okt. 2007         | 7. März 2010                                  | Julius Wu       | Andrew Goldberg  |
| 102        | 4         | Stewie killt Lois (1)        | Stewie Kills Lois (1)                   | 4. Nov. 2007         | 21. März 2010                                 | John Holmquist  | David A. Goodman |
| 103        | 5         | Lois killt Stewie (2)        | Lois Kills Stewie (2)                   | 11. Nov. 2007        | 28. März 2010                                 | Greg Colton     | Steve Callaghan  |
| 104        | 6         | Pedro Griffin                | Padre de Familia                        | 18. Nov. 2007        | 11. Apr. 2010                                 | Pete Michels    | Kirker Butler    |
| 105        | 7         | Peters Tochter               | Peter’s Daughter                        | 25. Nov. 2007        | 18. Apr. 2010                                 | Zac Moncrief    | Chris Sheridan   |
| 106        | 8         | Schnurrbart und Schlaganfall | McStroke                                | 13. Jan. 2008        | 25. Apr. 2010                                 | Brian Iles      | Wellesley Wild   |
| 107        | 9         | Immer wieder Woods           | Back to the Woods                       | 17. Feb. 2008        | 2. Mai 2010                                   | Brian Iles      | Tom Devanney     |
| 108        | 10        | Spiel’s noch einmal, Brian   | Play it Again, Brian                    | 2. März 2008         | 9. Mai 2010                                   | John Holmquist  | Danny Smith      |
| 109        | 11        | Das frühere Leben des Brian  | The Former Life of Brian                | 27. Apr. 2008        | 16. Mai 2010                                  | Pete Michels    | Steve Callaghan  |
| 110        | 12        | Long John Peter              | Long John Peter                         | 4. Mai 2008          | 30. Mai 2010                                  | Dominic Polcino | Wellesley Wild   |

## Staffel 7
Die Erstausstrahlung der siebten Staffel fand vom 28. September 2008 bis zum 17. Mai 2009 beim US-amerikanischen Fernsehsender Fox statt.
Die deutschsprachige Erstausstrahlung der ersten 5 Folgen fand vom 30. Juli bis zum 27. August 2011 auf dem deutschen Free-TV-Sender ProSieben statt. Die Folgen 6 bis 14 sendete der Sender VIVA zwischen dem 30. Juli und 8. August 2011. ProSieben sendete dann die restlichen 2 Folgen am 5. und 12. November 2011.
| Nr. (ges.) | Nr. (St.) | Deutscher Titel                       | Originaltitel                  | Erstausstrahlung USA | Deutschsprachige Erstausstrahlung (D) | Regie           | Drehbuch                  |
| ---------- | --------- | ------------------------------------- | ------------------------------ | -------------------- | ------------------------------------- | --------------- | ------------------------- |
| 111        | 1         | Schwarze Liebe                        | Love, Blactually               | 28. Sep. 2008        | 30. Juli 2011                         | Cyndi Tang      | Mike Henry                |
| 112        | 2         | Alle lieben Jesus                     | I Dream of Jesus               | 5. Okt. 2008         | 6. Aug. 2011                          | Mike Kim        | Brian Scully              |
| 113        | 3         | Reise ins Reich                       | Road to Germany                | 19. Okt. 2008        | 13. Aug. 2011                         | Greg Colton     | Patrick Meighan           |
| 114        | 4         | Baby nicht an Bord                    | Baby Not On Board              | 2. Nov. 2008         | 20. Aug. 2011                         | Julius Wu       | Mark Hentemann            |
| 115        | 5         | Der neue Brian                        | The Man with Two Brians        | 9. Nov. 2008         | 27. Aug. 2011                         | Dominic Bianchi | John Viener               |
| 116        | 6         | Ein Mensch dritter Klasse             | Tales of a Third Grade Nothing | 16. Nov. 2008        | 30. Juli 2011                         | Jerry Langford  | Alex Carter               |
| 117        | 7         | Oceans dreieinhalb                    | Ocean’s Three and a Half       | 15. Feb. 2009        | 30. Juli 2011                         | John Holmquist  | Cherry Chevapravatdumrong |
| 118        | 8         | Family Gay                            | Family Gay                     | 8. März 2009         | 31. Juli 2011                         | Brian Iles      | Richard Appel             |
| 119        | 9         | Mördermäßig                           | The Juice Is Loose!            | 15. März 2009        | 1. Aug. 2011                          | Cyndi Tang      | Andrew Goldberg           |
| 120        | 10        | Ein Job für Lois                      | FOX-y Lady                     | 22. März 2009        | 1. Aug. 2011                          | Pete Michels    | Matt Fleckenstein         |
| 121        | 11        | Nicht alle Hunde kommen in den Himmel | Not All Dogs Go to Heaven      | 29. März 2009        | 2. Aug. 2011                          | Greg Colton     | Danny Smith               |
| 122        | 12        | Kifferwahn                            | 420                            | 19. Apr. 2009        | 3. Aug. 2011                          | Julius Wu       | Patrick Meighan           |
| 123        | 13        | Stew-Roide                            | Stew-Roids                     | 26. Apr. 2009        | 7. Aug. 2011                          | Jerry Langford  | Alec Sulkin               |
| 124        | 14        | Hundeelend                            | We Love You Conrad             | 3. Mai 2009          | 8. Aug. 2011                          | John Holmquist  | Cherry Chevapravatdumrong |
| 125        | 15        | Dreimal King                          | Three Kings                    | 10. Mai 2009         | 12. Nov. 2011                         | Dominic Bianchi | Alec Sulkin               |
| 126        | 16        | Die Siedler von Quahog                | Peter’s Progress               | 17. Mai 2009         | 5. Nov. 2011                          | Brian Iles      | Wellesley Wild            |

## Staffel 8
Die Erstausstrahlung der achten Staffel fand vom 27. September 2009 bis zum 20. Juni 2010 beim US-amerikanischen Fernsehsender Fox statt.
Die deutschsprachige Erstausstrahlung fand vom 10. Juli bis 27. August 2012 auf dem österreichischen Privatsender Puls 4 statt, wobei die letzte Folge „Die Leihmutter“ hier ausgelassen wurde. Diese Folge strahlte der deutsche Free-TV-Sender ProSieben erstmals am 8. Dezember 2012 aus.
| Nr. (ges.) | Nr. (St.) | Deutscher Titel                                       | Originaltitel                              | Erstausstrahlung USA | Deutschsprachige Erstausstrahlung (A/D) | Regie           | Drehbuch                               |
| ---------- | --------- | ----------------------------------------------------- | ------------------------------------------ | -------------------- | --------------------------------------- | --------------- | -------------------------------------- |
| 127        | 1         | Straße ins Multiversum                                | Road to the Multiverse                     | 27. Sep. 2009        | 10. Juli 2012                           | Greg Colton     | Wellesley Wild                         |
| 128        | 2         | Family Goi                                            | Family Goy                                 | 4. Okt. 2009         | 16. Juli 2012                           | James Purdum    | Mark Hentemann                         |
| 129        | 3         | Spione, so ähnlich wie wir                            | Spies Reminiscent of Us                    | 11. Okt. 2009        | 17. Juli 2012                           | Cyndi Tang      | Alec Sulkin                            |
| 130        | 4         | Brians alte Freundin                                  | Brian’s Got a Brand New Bag                | 8. Nov. 2009         | 17. Juli 2012                           | Pete Michels    | Tom Devanney                           |
| 131        | 5         | Hannah Banana                                         | Hannah Banana                              | 8. Nov. 2009         | 17. Juli 2012                           | John Holmquist  | Cherry Chevapravatdumrong              |
| 132        | 6         | Quagmires Baby                                        | Quagmire’s Baby                            | 15. Nov. 2009        | 23. Juli 2012                           | Jerry Langford  | Patrick Meighan                        |
| 133        | 7         | Jerome ist der neue Schwarze                          | Jerome is the New Black                    | 22. Nov. 2009        | 23. Juli 2012                           | Brian Iles      | John Viener                            |
| 134        | 8         | Da liegt der Hund begraben                            | Dog Gone                                   | 29. Nov. 2009        | 24. Juli 2012                           | Julius Wu       | Steve Callaghan                        |
| 135        | 9         | Die Firma                                             | Business Guy                               | 13. Dez. 2009        | 30. Juli 2012                           | Pete Michels    | Andrew Goldberg & Alex Carter          |
| 136        | 10        | Alles vergessen                                       | Big Man on Hippocampus                     | 3. Jan. 2010         | 30. Juli 2012                           | Dominic Bianchi | Brian Scully                           |
| 137        | 11        | Knastbraut Meg                                        | Dial Meg for Murder                        | 31. Jan. 2010        | 31. Juli 2012                           | Cyndi Tang      | Alex Carter & Andrew Goldberg          |
| 138        | 12        | XXL Medium                                            | Extra Large Medium                         | 14. Feb. 2010        | 6. Aug. 2012                            | John Holmquist  | Steve Callaghan                        |
| 139        | 13        | Queen Stewie                                          | Go, Stewie, Go!                            | 14. März 2010        | 6. Aug. 2012                            | Greg Colton     | Gary Janetti                           |
| 140        | 14        | Peter-elle Belästigung                                | Peter-assment                              | 21. März 2010        | 7. Aug. 2012                            | Julius Wu       | Chris Sheridan                         |
| 141        | 15        | Der Durchbruch                                        | Brian Griffin’s House of Payne             | 28. März 2010        | 13. Aug. 2012                           | Jerry Langford  | Spencer Porter                         |
| 142        | 16        | April in Quahog                                       | April in Quahog                            | 11. Apr. 2010        | 13. Aug. 2012                           | Joseph Lee      | John Viener                            |
| 143        | 17        | Brian und Stewie                                      | Brian & Stewie                             | 2. Mai 2010          | 14. Aug. 2012                           | Dominic Bianchi | Gary Janetti                           |
| 144        | 18        | Quagmires Dad                                         | Quagmire’s Dad                             | 9. Mai 2010          | 20. Aug. 2012                           | Pete Michels    | Tom Devanney                           |
| 145        | 19        | Jäger des schmutzigen Witzes                          | The Splendid Source                        | 16. Mai 2010         | 20. Aug. 2012                           | Brian Iles      | Mark Hentemann, Idee: Richard Matheson |
| 146        | 20        | Irgendwo, irgendwie, irgendwann auf der dunklen Seite | Something, Something, Something, Dark Side | 23. Mai 2010         | 27. Aug. 2012                           | Dominic Polcino | Kirker Butler                          |
| 147        | 21        | Die Leihmutter                                        | Partial Terms of Endearment                | 20. Juni 2010        | 8. Dez. 2012                            | Joseph Lee      | Danny Smith                            |

## Staffel 9
Die Erstausstrahlung der neunten Staffel fand vom 26. September 2010 bis zum 22. Mai 2011 beim US-amerikanischen Fernsehsender Fox statt.
Die deutschsprachige Erstausstrahlung der ersten drei Episoden und der 5. und 6. Episode fand am 31. Dezember 2012 und 1. Januar 2013 auf dem österreichischen Privatsender Puls 4 statt. Die restlichen Episoden wurden vom 19. bis zum 29. August 2013 auf dem deutschen Pay-TV-Sender ProSieben Fun gesendet.
| Nr. (ges.) | Nr. (St.) | Deutscher Titel                      | Originaltitel                      | Erstausstrahlung USA | Deutschsprachige Erstausstrahlung (A/D)       | Regie           | Drehbuch                                     |
| ---------- | --------- | ------------------------------------ | ---------------------------------- | -------------------- | --------------------------------------------- | --------------- | -------------------------------------------- |
| 148        | 1         | Und dann gab es weniger              | And Then There Were Fewer          | 26. Sep. 2010        | 31. Dez. 2012                                 | Dominic Polcino | Cherry Chevapravatdumrong                    |
| 149        | 2         | Rechts vor links                     | Excellence in Broadcasting         | 3. Okt. 2010         | 1. Jan. 2013                                  | John Holmquist  | Patrick Meighan                              |
| 150        | 3         | Carter geht fremd                    | Welcome Back, Carter               | 10. Okt. 2010        | 1. Jan. 2013                                  | Cyndi Tang      | Wellesley Wild                               |
| 151        | 4         | Halloween in der Spooner Street      | Halloween on Spooner Street        | 7. Nov. 2010         | 19. Aug. 2013                                 | Jerry Langford  | Andrew Goldberg                              |
| 152        | 5         | Baby, du haust mich um               | Baby, You Knock Me Out             | 14. Nov. 2010        | 1. Jan. 2013                                  | Julius Wu       | Alex Carter                                  |
| 153        | 6         | Brian schreibt einen Bestseller      | Brian Writes a Bestseller          | 21. Nov. 2010        | 1. Jan. 2013                                  | Joseph Lee      | Gary Janetti                                 |
| 154        | 7         | Reise zum Nordpol                    | Road to the North Pole             | 12. Dez. 2010        | 20. Aug. 2013 (Teil 1) 21. Aug. 2013 (Teil 2) | Greg Colton     | Chris Sheridan & Danny Smith                 |
| 155        | 8         | Wer nicht hören will, braucht Nieren | New Kidney in Town                 | 9. Jan. 2011         | 21. Aug. 2013                                 | Pete Michels    | Matt Harrigan & Dave Willis                  |
| 156        | 9         | Jugendsünden                         | And I’m Joyce Kinney               | 16. Jan. 2011        | 22. Aug. 2013                                 | Dominic Bianchi | Alec Sulkin                                  |
| 157        | 10        | Die Freunde des Peter G.             | Friends of Peter G.                | 13. Feb. 2011        | 22. Aug. 2013                                 | John Holmquist  | Brian Scully                                 |
| 158        | 11        | Marionetten-Theater                  | German Guy                         | 20. Feb. 2011        | 23. Aug. 2013                                 | Cyndi Tang      | Patrick Meighan                              |
| 159        | 12        | Liebe auf Rädern                     | The Hand That Rocks The Wheelchair | 6. März 2011         | 23. Aug. 2013                                 | Brian Iles      | Tom Devanney                                 |
| 160        | 13        | Rollentausch                         | Trading Places                     | 20. März 2011        | 26. Aug. 2013                                 | Joseph Lee      | Steve Callaghan                              |
| 161        | 14        | Der Aufreiß-Kurs                     | Tiegs for Two                      | 10. Apr. 2011        | 26. Aug. 2013                                 | Jerry Langford  | John Viener                                  |
| 162        | 15        | Zehn Hochzeiten und ein Problemfall  | Brothers & Sisters                 | 17. Apr. 2011        | 27. Aug. 2013                                 | Julius Wu       | Alex Carter                                  |
| 163        | 16        | Der Urknall                          | The Big Bang Theory                | 8. Mai 2011          | 27. Aug. 2013                                 | Dominic Polcino | David A. Goodman                             |
| 164        | 17        | Pariser Affäre                       | Foreign Affairs                    | 15. Mai 2011         | 28. Aug. 2013                                 | Pete Michels    | Anthony Blasucci & Mike Desilets             |
| 165        | 18        | Es ist eine Falle!                   | Episode VI: It’s a Trap!           | 22. Mai 2011         | 28. Aug. 2013 (Teil 1) 29. Aug. 2013 (Teil 2) | Peter Shin      | Cherry Chevapravatdumrong & David A. Goodman |

## Staffel 10
Die Erstausstrahlung der zehnten Staffel war vom 25. September 2011 bis zum 20. Mai 2012 auf dem US-amerikanischen Sender Fox zu sehen. Die deutschsprachige Erstausstrahlung sendete der deutsche Pay-TV-Sender ProSieben Fun vom 29. August bis zum 13. September 2013.
| Nr. (ges.) | Nr. (St.) | Deutscher Titel                     | Originaltitel                             | Erstausstrahlung USA | Deutschsprachige Erstausstrahlung (D) | Regie           | Drehbuch                                  |
| ---------- | --------- | ----------------------------------- | ----------------------------------------- | -------------------- | ------------------------------------- | --------------- | ----------------------------------------- |
| 166        | 1         | Das große Los                       | Lottery Fever                             | 25. Sep. 2011        | 29. Aug. 2013                         | Greg Colton     | Andrew Goldberg                           |
| 167        | 2         | Pilze und Protest                   | Seahorse Seashell Party                   | 2. Okt. 2011         | 30. Aug. 2013                         | Brian Iles      | Wellesley Wild                            |
| 168        | 3         | Die Geschichte der Brenda Q.        | Screams of Silence: The Story of Brenda Q | 30. Okt. 2011        | 30. Aug. 2013                         | Dominic Bianchi | Alec Sulkin                               |
| 169        | 4         | Stewie auf Spritztour               | Stewie Goes for a Drive                   | 6. Nov. 2011         | 2. Sep. 2013                          | Julius Wu       | Gary Janetti                              |
| 170        | 5         | Alles auf Anfang                    | Back to the Pilot                         | 13. Nov. 2011        | 2. Sep. 2013                          | Dominic Bianchi | Mark Hentemann                            |
| 171        | 6         | Der verlorene Sohn                  | Thanksgiving                              | 20. Nov. 2011        | 3. Sep. 2013                          | Jerry Langford  | Patrick Meighan                           |
| 172        | 7         | Amish für Anfänger                  | Amish Guy                                 | 27. Nov. 2011        | 3. Sep. 2013                          | John Holmquist  | Mark Hentemann                            |
| 173        | 8         | Gesprengte Ketten                   | Cool Hand Peter                           | 4. Dez. 2011         | 4. Sep. 2013                          | Brian Iles      | Artie Johann & Shawn Ries                 |
| 174        | 9         | Oh wie schön ist Florida            | Grumpy Old Man                            | 11. Dez. 2011        | 4. Sep. 2013                          | John Holmquist  | Dave Ihlenfeld & David Wright             |
| 175        | 10        | Quagmire und Meg                    | Quagmire and Meg                          | 8. Jan. 2012         | 5. Sep. 2013                          | Joseph Lee      | Tom Devanney                              |
| 176        | 11        | Liebe macht blind                   | The Blind Side                            | 15. Jan. 2012        | 5. Sep. 2013                          | Bob Bowen       | Cherry Chevapravatdumrong                 |
| 177        | 12        | Lasst uns beten                     | Livin’ on a Prayer                        | 29. Jan. 2012        | 6. Sep. 2013                          | Pete Michels    | Danny Smith                               |
| 178        | 13        | Tom Tucker: Ein Mann und sein Traum | Tom Tucker: The Man and his Dream         | 12. Feb. 2012        | 6. Sep. 2013                          | Greg Colton     | Alex Carter                               |
| 179        | 14        | Mit allen Wassern gewaschen…        | Be Careful What You Fish For              | 19. Feb. 2012        | 9. Sep. 2013                          | Julius Wu       | Steve Callaghan                           |
| 180        | 15        | Eine zündende Idee                  | Burning Down the Bayit                    | 4. März 2012         | 9. Sep. 2013                          | Jerry Langford  | Chris Sheridan                            |
| 181        | 16        | Killer Queen                        | Killer Queen                              | 11. März 2012        | 10. Sep. 2013                         | Joseph Lee      | Spencer Porter                            |
| 182        | 17        | Die letzten Menschen und ein Hund   | Forget-Me-Not                             | 18. März 2012        | 10. Sep. 2013                         | Brian Iles      | David A. Goodman                          |
| 183        | 18        | Peteys Spaßhaus                     | You Can’t Do That on Television, Peter    | 1. Apr. 2012         | 11. Sep. 2013                         | Bob Bowen       | Julius Sharpe                             |
| 184        | 19        | Mr. & Mrs. Stewie                   | Mr. & Mrs. Stewie                         | 29. Apr. 2012        | 11. Sep. 2013                         | Joe Vaux        | Gary Janetti                              |
| 185        | 20        | Megs Entführung                     | Leggo My Meg-O                            | 6. Mai 2012          | 12. Sep. 2013                         | John Holmquist  | Brian Scully                              |
| 186        | 21        | Tea Peter                           | Tea Peter                                 | 13. Mai 2012         | 12. Sep. 2013                         | Pete Michels    | Patrick Meighan                           |
| 187        | 22        | Family Guy Fan-Post, die Zweite     | Family Guy Viewer Mail #2                 | 20. Mai 2012         | 13. Sep. 2013                         | Greg Colton     | Tom Devanney & Alec Sulkin & Deepak Sethi |
| 188        | 23        | Joes Affäre                         | Internal Affairs                          | 20. Mai 2012         | 13. Sep. 2013                         | Julius Wu       | Wellesley Wild                            |

## Staffel 11
Die Erstausstrahlung der elften Staffel war vom 30. September 2012 bis zum 19. Mai 2013 auf dem US-amerikanischen Sender Fox zu sehen. Die deutschsprachige Erstausstrahlung sendete der deutsche Pay-TV-Sender ProSieben Fun vom 17. Juli bis 25. September 2014.
| Nr. (ges.) | Nr. (St.) | Deutscher Titel                 | Originaltitel               | Erstausstrahlung USA | Deutschsprachige Erstausstrahlung (D) | Regie          | Drehbuch                         |
| ---------- | --------- | ------------------------------- | --------------------------- | -------------------- | ------------------------------------- | -------------- | -------------------------------- |
| 189        | 1         | Der Berg ruft                   | Into Fat Air                | 30. Sep. 2012        | 17. Juli 2014                         | Joseph Lee     | Alec Sulkin                      |
| 190        | 2         | Die Nielsen-Familie             | Ratings Guy                 | 7. Okt. 2012         | 17. Juli 2014                         | James Purdum   | Dave Ihlenfeld & David Wright    |
| 191        | 3         | Der alte Mann und der Krebs     | The Old Man and the Big C   | 4. Nov. 2012         | 24. Juli 2014                         | Brian Iles     | Anthony Blasucci & Mike Desilets |
| 192        | 4         | Yug Ylimaf                      | Yug Ylimaf                  | 11. Nov. 2012        | 24. Juli 2014                         | John Holmquist | Mark Hentemann                   |
| 193        | 5         | Joes Rache                      | Joe’s Revenge               | 18. Nov. 2012        | 31. Juli 2014                         | Bob Bowen      | Julius Sharpe                    |
| 194        | 6         | Die Schildkröte                 | Lois Comes Out of Her Shell | 25. Nov. 2012        | 31. Juli 2014                         | Joe Vaux       | Danny Smith                      |
| 195        | 7         | Meg wider Willen                | Friends Without Benefits    | 9. Dez. 2012         | 7. Aug. 2014                          | Jerry Langford | Cherry Chevapravatdumrong        |
| 196        | 8         | Jesus, Maria und Josef          | Jesus, Mary and Joseph!     | 23. Dez. 2012        | 7. Aug. 2014                          | Julius Wu      | Tom Devanney                     |
| 197        | 9         | Griffins, wir haben ein Problem | Space Cadet                 | 6. Jan. 2013         | 14. Aug. 2014                         | Pete Michels   | Alex Carter                      |
| 198        | 10        | Eine vorübergehende Laune       | Brian’s Play                | 13. Jan. 2013        | 14. Aug. 2014                         | Joseph Lee     | Gary Janetti                     |
| 199        | 11        | Ehe wider Willen                | The Giggity Wife            | 27. Jan. 2013        | 21. Aug. 2014                         | Brian Iles     | Andrew Goldberg                  |
| 200        | 12        | Valentinstag in Quahog          | Valentine’s Day in Quahog   | 10. Feb. 2013        | 21. Aug. 2014                         | Bob Bowen      | Daniel Palladino                 |
| 201        | 13        | Chris auf Abwegen               | Chris Cross                 | 17. Feb. 2013        | 28. Aug. 2014                         | Jerry Langford | Anthony Blasucci & Mike Desilets |
| 202        | 14        | Callgirl                        | Call Girl                   | 10. März 2013        | 28. Aug. 2014                         | John Holmquist | Wellesley Wild                   |
| 203        | 15        | Turban Cowboy                   | Turban Cowboy               | 17. März 2013        | 4. Sep. 2014                          | Joe Vaux       | Artie Johann & Shawn Ries        |
| 204        | 16        | Die elfeinhalb Geschworenen     | 12 and a half angry Men     | 24. März 2013        | 4. Sep. 2014                          | Pete Michels   | Ted Jessup                       |
| 205        | 17        | Peter aus der Wildnis           | Bigfat                      | 14. Apr. 2013        | 11. Sep. 2014                         | Julius Wu      | Brian Scully                     |
| 206        | 18        | Die Rückrufaktion               | Total Recall                | 28. Apr. 2013        | 11. Sep. 2014                         | Joseph Lee     | Kristin Long                     |
| 207        | 19        | Rettet die Bar                  | Save the Clam               | 5. Mai 2013          | 18. Sep. 2014                         | Brian Iles     | Chris Sheridan                   |
| 208        | 20        | Farmer Guy                      | Farmer Guy                  | 12. Mai 2013         | 18. Sep. 2014                         | Mike Kim       | Patrick Meighan                  |
| 209        | 21        | Wege nach Vegas                 | Roads to Vegas              | 19. Mai 2013         | 25. Sep. 2014                         | Greg Colton    | Steve Callaghan                  |
| 210        | 22        | Peter im Country Club           | No Country Club for Old Men | 19. Mai 2013         | 25. Sep. 2014                         | Jerry Langford | Teresa Hsiao                     |

## Staffel 12
Die Erstausstrahlung der zwölften Staffel war vom 29. September 2013 bis zum 18. Mai 2014 auf dem US-amerikanischen Sender Fox zu sehen. Die deutschsprachige Erstausstrahlung sendete der deutsche Pay-TV-Sender ProSieben Fun vom 15. April bis 10. Juni 2015.
| Nr. (ges.) | Nr. (St.) | Deutscher Titel                | Originaltitel                         | Erstausstrahlung USA | Deutschsprachige Erstausstrahlung (D) | Regie           | Drehbuch                         |
| ---------- | --------- | ------------------------------ | ------------------------------------- | -------------------- | ------------------------------------- | --------------- | -------------------------------- |
| 211        | 1         | Die Schatzsuche                | Finders Keepers                       | 29. Sep. 2013        | 15. Apr. 2015                         | John Holmquist  | Anthony Blasucci & Mike Desilets |
| 212        | 2         | Die Halsgeburt                 | Vestigial Peter                       | 6. Okt. 2013         | 15. Apr. 2015                         | Julius Wu       | Brian Scully                     |
| 213        | 3         | Quagmires Quälgeist            | Quagmire's Quagmire                   | 3. Nov. 2013         | 22. Apr. 2015                         | Pete Michels    | Cherry Chevapravatdumrong        |
| 214        | 4         | Für eine Handvoll Meg          | A Fistful of Meg                      | 10. Nov. 2013        | 22. Apr. 2015                         | Joe Vaux        | Dominic Bianchi & Joe Vaux       |
| 215        | 5         | La Grande Peterezza            | Boopa-dee Bappa-dee                   | 17. Nov. 2013        | 29. Apr. 2015                         | Mike Kim        | Wellesley Wild                   |
| 216        | 6         | Das Leben des Brian            | Life of Brian                         | 24. Nov. 2013        | 29. Apr. 2015                         | Joseph Lee      | Alex Carter                      |
| 217        | 7         | Ein harmonisches Duo           | Into Harmony’s Way                    | 8. Dez. 2013         | 6. Mai 2015                           | Brian Iles      | Julius Sharpe                    |
| 218        | 8         | Christmas Guy                  | Christmas Guy                         | 15. Dez. 2013        | 6. Mai 2015                           | Greg Colton     | Patrick Meighan                  |
| 219        | 9         | Peter-Probleme                 | Peter Problems                        | 5. Jan. 2014         | 13. Mai 2015                          | Bob Bowen       | Teresa Hsiao                     |
| 220        | 10        | Grimmige Märchen               | Grimm Job                             | 12. Jan. 2014        | 13. Mai 2015                          | Joe Vaux        | Alec Sulkin                      |
| 221        | 11        | Ein hundsmiserabler Vater      | Brian’s a Bad Father                  | 26. Jan. 2014        | 20. Mai 2015                          | Jerry Langford  | Chris Sheridan                   |
| 222        | 12        | Mutterliebe                    | Mom’s the Word                        | 9. März 2014         | 20. Mai 2015                          | John Holmquist  | Ted Jessup                       |
| 223        | 13        | Gottes Werk und Peters Beitrag | 3 Acts of God                         | 16. März 2014        | 27. Mai 2015                          | Bob Bowen       | Alec Sulkin                      |
| 224        | 14        | Carter sehen und erben         | Fresh Heir                            | 23. März 2014        | 27. Mai 2015                          | Mike Kim        | Steve Callaghan                  |
| 225        | 15        | Viel Rauch um nichts           | Secondhand Spoke                      | 30. März 2014        | 3. Juni 2015                          | Julius Wu       | Dave Ihlenfeld & David Wright    |
| 226        | 16        | Die Herpes-Brüderschaft        | Herpe, the Love Sore                  | 6. Apr. 2014         | 3. Juni 2015                          | Greg Colton     | Andrew Goldberg                  |
| 227        | 17        | Peter wird intelligent         | The Most Interesting Man in the World | 13. Apr. 2014        | 10. Juni 2015                         | Joseph Lee      | Tom Devanney                     |
| 228        | 18        | Schwarz ist das neue Weiß      | Baby Got Black                        | 27. Apr. 2014        | 10. Juni 2015                         | Brian Iles      | Kevin Biggins & Travis Bowe      |
| 229        | 19        | Meg stinkt                     | Meg Stinks!                           | 4. Mai 2014          | 10. Juni 2015                         | Bob Bowen       | Danny Smith                      |
| 230        | 20        | Willkommen zurück, Cleveland!  | He’s Bla-ack!                         | 11. Mai 2014         | 10. Juni 2015                         | Steve Robertson | Julius Sharpe                    |
| 231        | 21        | Downton Stewie                 | Chap Stewie                           | 18. Mai 2014         | 10. Juni 2015                         | Joe Vaux        | Artie Johann & Shawn Ries        |

## Staffel 13
Die Erstausstrahlung der 13. Staffel war vom 28. September 2014 bis zum 17. Mai 2015 auf dem US-amerikanischen Sender Fox zu sehen. Die deutschsprachige Erstausstrahlung der ersten Episode sendete der Free-TV-Sender ProSieben am 25. August 2015. Die Erstausstrahlung der Episoden 2–8 sendete der österreichische Free-TV-Sender Puls 4 vom 7. April bis zum 15. April 2016, die Folgen 9–12 strahlte der deutsche Pay-TV-Sender ProSieben Fun am 11. und 18. Mai 2016 aus. Danach übernahm Puls 4 die Erstausstrahlung der restlichen Folgen.
| Nr. (ges.) | Nr. (St.) | Deutscher Titel                                         | Originaltitel                               | Erstausstrahlung USA | Deutschsprachige Erstausstrahlung (D/A) | Regie           | Drehbuch                  |
| ---------- | --------- | ------------------------------------------------------- | ------------------------------------------- | -------------------- | --------------------------------------- | --------------- | ------------------------- |
| 232        | 1         | Simpsons Guy                                            | The Simpsons Guy                            | 28. Sep. 2014        | 25. Aug. 2015                           | Peter Shin      | Patrick Meighan           |
| 233        | 2         | Das hoffnungsvolle Eichhörnchen                         | The Book of Joe                             | 5. Okt. 2014         | 7. Apr. 2016                            | Mike Kim        | Mike Desilets             |
| 234        | 3         | Baking Bad                                              | Baking Bad                                  | 19. Okt. 2014        | 8. Apr. 2016                            | Jerry Langford  | Mark Hentemann            |
| 235        | 4         | Zahn um Zahn                                            | Brian the Closer                            | 9. Nov. 2014         | 11. Apr. 2016                           | John Holmquist  | Steve Marmel              |
| 236        | 5         | Die Jagd nach dem Truthahn                              | Turkey Guys                                 | 16. Nov. 2014        | 12. Apr. 2016                           | Julius Wu       | Cherry Chevapravatdumrong |
| 237        | 6         | Jungfrau (2000), männlich, sucht …                      | The 2000-Year-Old Virgin                    | 7. Dez. 2014         | 13. Apr. 2016                           | Joseph Lee      | Ted Jessup                |
| 238        | 7         | Stewie, Chris und Brians verrückte Reise durch die Zeit | Stewie, Chris & Brian’s Excellent Adventure | 4. Jan. 2015         | 14. Apr. 2016                           | Joe Vaux        | Alex Carter               |
| 239        | 8         | Unser Trottel Brian                                     | Our Idiot Brian                             | 11. Jan. 2015        | 15. Apr. 2016                           | John Holmquist  | Aaron Lee                 |
| 240        | 9         | Süße Füße                                               | This Little Piggy                           | 25. Jan. 2015        | 11. Mai 2016                            | Brian Iles      | Kristin Long              |
| 241        | 10        | Quagmires Mutter                                        | Quagmire’s Mom                              | 8. Feb. 2015         | 11. Mai 2016                            | Greg Colton     | Tom Devanney              |
| 242        | 11        | Encyclopedia Griffin                                    | Encyclopedia Griffin                        | 15. Feb. 2015        | 18. Mai 2016                            | Jerry Langford  | Lew Morton                |
| 243        | 12        | Stewie in anderen Umständen                             | Stewie is Enceinte                          | 8. März 2015         | 18. Mai 2016                            | Steve Robertson | Gary Janetti              |
| 244        | 13        | Fragen Sie Cleveland                                    | Dr. C and the Women                         | 15. März 2015        | 20. Mai 2016                            | Mike Kim        | Travis Bowe               |
| 245        | 14        | JOLO                                                    | JOLO                                        | 12. Apr. 2015        | 23. Mai 2016                            | Julius Wu       | Artie Johann & Shawn Ries |
| 246        | 15        | Wer einmal beißt                                        | Once Bitten                                 | 19. Apr. 2015        | 24. Mai 2016                            | Joseph Lee      | Anthony Blasucci          |
| 247        | 16        | Peters neue Freundinnen                                 | Roasted Guy                                 | 26. Apr. 2015        | 25. Mai 2016                            | Joe Vaux        | Andrew Goldberg           |
| 248        | 17        | Irische Kämpfe                                          | Fighting Irish                              | 3. Mai 2015          | 27. Mai 2016                            | Brian Iles      | Jaydi Samuels             |
| 249        | 18        | Reif für die Insel                                      | Take My Wife                                | 17. Mai 2015         | 30. Mai 2016                            | John Holmquist  | Kevin Biggins             |

## Staffel 14
Die Erstausstrahlung der 14. Staffel war vom 27. September 2015 bis 22. Mai 2016 auf dem US-amerikanischen Fernsehsender Fox zu sehen. Die deutschsprachige Erstausstrahlung sendete der deutsche Pay-TV-Sender ProSieben Fun vom 2. April bis 4. Juni 2017.
| Nr. (ges.) | Nr. (St.) | Deutscher Titel                   | Originaltitel                 | Erstausstrahlung USA | Deutschsprachige Erstausstrahlung (D) | Regie           | Drehbuch                  |
| ---------- | --------- | --------------------------------- | ----------------------------- | -------------------- | ------------------------------------- | --------------- | ------------------------- |
| 250        | 1         | Das Kochduell                     | Pilling Them Softly           | 27. Sep. 2015        | 2. Apr. 2017                          | Jerry Langford  | Hayes Davenport           |
| 251        | 2         | Vatertag                          | Papa Has A Rollin’ Son        | 4. Okt. 2015         | 2. Apr. 2017                          | Steve Robertson | Danny Smith               |
| 252        | 3         | Roboter-Freunde                   | Guy, Robot                    | 11. Okt. 2015        | 9. Apr. 2017                          | Mike Kim        | Chris Regan               |
| 253        | 4         | Peternormal Activity              | Peternormal Activity          | 25. Okt. 2015        | 9. Apr. 2017                          | Greg Colton     | Chris Sheridan            |
| 254        | 5         | Peter, Chris und Brian            | Peter, Chris & Brian          | 8. Nov. 2015         | 16. Apr. 2017                         | Joe Vaux        | Patrick Meighan           |
| 255        | 6         | Peters Schwester                  | Peter’s Sister                | 15. Nov. 2015        | 16. Apr. 2017                         | John Holmquist  | Tom Devanney              |
| 256        | 7         | Der Hosentaschenanruf             | Hot Pocket-Dial               | 22. Nov. 2015        | 23. Apr. 2017                         | Steve Robertson | Aaron Lee                 |
| 257        | 8         | Joe muss weg                      | Brokeback Swanson             | 6. Dez. 2015         | 23. Apr. 2017                         | Julius Wu       | Ted Jessup                |
| 258        | 9         | Ins Schwarze getroffen            | A Shot in the Dark            | 13. Dez. 2015        | 30. Apr. 2017                         | Brian Iles      | Mike Desilets             |
| 259        | 10        | Candy, Quahog Marshmallow         | Candy, Quahog Marshmallow     | 3. Jan. 2016         | 30. Apr. 2017                         | Joseph Lee      | Cherry Chevapravatdumrong |
| 260        | 11        | Das Erdnussbutter-Kind            | The Peanut Butter Kid         | 10. Jan. 2016        | 7. Mai 2017                           | Greg Colton     | Artie Johann              |
| 261        | 12        | Jenseits von Quahog               | Scammed Yankees               | 17. Jan. 2016        | 7. Mai 2017                           | Jerry Langford  | Ray James                 |
| 262        | 13        | Eine App kommt selten allein      | An App a Day                  | 14. Feb. 2016        | 14. Mai 2017                          | Mike Kim        | Anthony Blasucci          |
| 263        | 14        | Der minderjährige Peter           | Underage Peter                | 21. Feb. 2016        | 14. Mai 2017                          | Joseph Lee      | Shawn Ries                |
| 264        | 15        | Viel los da oben                  | A Lot Going on Upstairs       | 6. März 2016         | 21. Mai 2017                          | Joe Vaux        | Steve Callaghan           |
| 265        | 16        | Der Herzensbrecher-Hund           | The Heartbreak Dog            | 13. März 2016        | 21. Mai 2017                          | Brian Iles      | Lew Morton                |
| 266        | 17        | Stille Post                       | Take a Letter                 | 17. Apr. 2016        | 28. Mai 2017                          | John Holmquist  | Kevin Biggins             |
| 267        | 18        | Die neuen Abenteuer des alten Tom | The New Adventures of Old Tom | 8. Mai 2016          | 28. Mai 2017                          | Steve Robertson | Travis Bowe               |
| 268        | 19        | König Chris                       | Run, Chris, Run               | 15. Mai 2016         | 4. Juni 2017                          | Julius Wu       | Damien Fahey              |
| 269        | 20        | Reise nach Indien                 | Road to India                 | 22. Mai 2016         | 4. Juni 2017                          | Greg Colton     | Danny Smith               |

## Staffel 15
Die Erstausstrahlung der 15. Staffel wurde vom 25. September 2016 bis 21. Mai 2017 beim US-amerikanischen Fernsehsender Fox gesendet. Die deutschsprachige Erstausstrahlung der ersten Staffelhälfte sendete der deutsche Free-TV-Sender ProSieben vom 2. Januar bis zum 6. März 2018. Die deutschsprachige Erstausstrahlung der zweiten Staffelhälfte sendete der deutsche Pay-TV-Sender ProSieben Fun vom 24. Juni bis zum 15. Juli 2018.
| Nr. (ges.) | Nr. (St.) | Deutscher Titel                            | Originaltitel                                | Erstausstrahlung USA | Deutschsprachige Erstausstrahlung (D) | Regie           | Drehbuch                  |
| ---------- | --------- | ------------------------------------------ | -------------------------------------------- | -------------------- | ------------------------------------- | --------------- | ------------------------- |
| 270        | 1         | Die Babylieder-Boy-Band                    | The Boys in the Band                         | 25. Sep. 2016        | 2. Jan. 2018                          | Joseph Lee      | Chris Regan               |
| 271        | 2         | Buchmacher des Jahres                      | Bookie of the Year                           | 2. Okt. 2016         | 9. Jan. 2018                          | Jerry Langford  | Daniel Peck               |
| 272        | 3         | American Gigg-Olo                          | American Gigg-olo                            | 16. Okt. 2016        | 16. Jan. 2018                         | Mike Kim        | Chris Sheridan            |
| 273        | 4         | Inside Family Guy                          | Inside Family Guy                            | 23. Okt. 2016        | 23. Jan. 2018                         | Joe Vaux        | Andrew Goldberg           |
| 274        | 5         | Chris hat ein Date, Date, Date, Date, Date | Chris has got a Date, Date, Date, Date, Date | 6. Nov. 2016         | 30. Jan. 2018                         | Brian Iles      | Artie Johann              |
| 275        | 6         | Kinderkrankheiten                          | Hot Shots                                    | 13. Nov. 2016        | 6. Feb. 2018                          | John Holmquist  | David A. Goodman          |
| 276        | 7         | Literaturstunde                            | High School English                          | 20. Nov. 2016        | 13. Feb. 2018                         | Steve Robertson | Ted Jessup                |
| 277        | 8         | Die Tigermama                              | Carter and Tricia                            | 4. Dez. 2016         | 20. Feb. 2018                         | Mike Kim        | Patrick Meighan           |
| 278        | 9         | Wie der Griffin Weihnachten gestohlen hat  | How the Griffin Stole Christmas              | 11. Dez. 2016        | 27. Feb. 2018                         | Julius Wu       | Aaron Lee                 |
| 279        | 10        | Passagier Fett-und-fünfzig                 | Passenger Fatty-Seven                        | 8. Jan. 2017         | 6. März 2018                          | Greg Colton     | Alex Carter               |
| 280        | 11        | Der Gronk und die Bienen                   | Gronkowsbees                                 | 15. Jan. 2017        | 24. Juni 2018                         | Jerry Langford  | Cherry Chevapravatdumrong |
| 281        | 12        | DJ Peter                                   | Peter’s Def Jam                              | 12. Feb. 2017        | 24. Juni 2018                         | Joe Vaux        | Anthony Blasucci          |
| 282        | 13        | Grauer Star und Geigenkunst                | The Finer Strings                            | 19. Feb. 2017        | 1. Juli 2018                          | Joseph Lee      | Shawn Ries                |
| 283        | 14        | Ihr Tinderlein kommet                      | The Dating Game                              | 5. März 2017         | 1. Juli 2018                          | Brian Iles      | Tom Devanney              |
| 284        | 15        | Der Bulle und der Schwachkopf              | Cop and a Half-wit                           | 12. März 2017        | 8. Juli 2018                          | John Holmquist  | Ray James                 |
| 285        | 16        | Gesättigter Fettsack                       | Saturated Fat Guy                            | 19. März 2017        | 8. Juli 2018                          | Steve Robertson | Damien Fahey              |
| 286        | 17        | Ein Schlag für die Ewigkeit                | Peter’s Lost Youth                           | 26. März 2017        | 15. Juli 2018                         | Julius Wu       | Danny Smith               |
| 287        | 18        | Rektor Peter Griffin                       | The Peter Principal                          | 30. Apr. 2017        | 15. Juli 2018                         | Greg Colton     | Steve Callaghan           |
| 288        | 19        | Abgeschoben                                | Dearly Deported                              | 21. Mai 2017         | 15. Juli 2018                         | Jerry Langford  | Mike Desilets             |
| 289        | 20        | Ein Haus voller Peter                      | A House Full of Peters                       | 21. Mai 2017         | 15. Juli 2018                         | Joseph Lee      | Chris Sheridan            |

## Staffel 16
Die Erstausstrahlung der 16. Staffel wurde vom 1. Oktober 2017 bis zum 20. Mai 2018 beim US-amerikanischen Fernsehsender Fox gesendet. Die deutschsprachige Erstausstrahlung der ersten 12 Folgen fand vom 13. Juli bis zum 27. September 2019 auf Maxdome statt. Die restlichen Folgen der Staffel wurden am 1. Oktober 2019 gleichzeitig auf Netflix veröffentlicht.
| Nr. (ges.) | Nr. (St.) | Deutscher Titel                    | Originaltitel                     | Erstausstrahlung USA | Deutschsprachige Erstausstrahlung (D) | Regie                                      | Drehbuch                  |
| ---------- | --------- | ---------------------------------- | --------------------------------- | -------------------- | ------------------------------------- | ------------------------------------------ | ------------------------- |
| 290        | 1         | Die Emmy-Gewinner-Folge            | Emmy-Winning Episode              | 1. Okt. 2017         | 13. Juli 2019                         | James Purdum, Dominic Bianchi & Peter Shin | Aaron Lee                 |
| 291        | 2         | Das Nadelöhr                       | Foxx in the Men House             | 8. Okt. 2017         | 20. Juli 2019                         | Brian Iles                                 | Andrew Goldberg           |
| 292        | 3         | Das russische Kindermädchen        | Nanny Goats                       | 15. Okt. 2017        | 27. Juli 2019                         | Steve Robertson                            | Tom Devanney              |
| 293        | 4         | Ein Dollar auf Reisen              | Follow the Money                  | 22. Okt. 2017        | 2. Aug. 2019                          | Mike Kim                                   | Kevin Biggins             |
| 294        | 5         | Drei Regisseure                    | Three Directors                   | 5. Nov. 2017         | 9. Aug. 2019                          | Joe Vaux                                   | Travis Bowe               |
| 295        | 6         | Vertwittert                        | The D in Apartment 23             | 12. Nov. 2017        | 16. Aug. 2019                         | Julius Wu                                  | Artie Johann              |
| 296        | 7         | Petey IV                           | Petey IV                          | 19. Nov. 2017        | 23. Aug. 2019                         | Mike Kim                                   | Anthony Blasucci          |
| 297        | 8         | Das Fenster zum Rektor             | Crimes and Meg’s Demeanor         | 3. Dez. 2017         | 30. Aug. 2019                         | Greg Colton                                | Mike Desilets             |
| 298        | 9         | Ihr Peterlein kommet               | Don’t be a Dickens at Christmas   | 10. Dez. 2017        | 6. Sep. 2019                          | Jerry Langford                             | Danny Smith               |
| 299        | 10        | Hund, ledig, sucht                 | Boy (Dog) Meets Girl (Dog)        | 7. Jan. 2018         | 13. Sep. 2019                         | Brian Iles                                 | Steve Callaghan           |
| 300        | 11        | Hund beißt Bär                     | Dog Bites Bear                    | 14. Jan. 2018        | 20. Sep. 2019                         | John Holmquist                             | Cherry Chevapravatdumrong |
| 301        | 12        | Schicken Sie Stewie rein           | Send in Stewie, Please            | 18. März 2018        | 27. Sep. 2019                         | Joe Vaux                                   | Gary Janetti              |
| 302        | 13        | V steht für Geheimnis              | V Is for Mystery                  | 25. März 2018        | 1. Okt. 2019                          | Joseph Lee                                 | David A. Goodman          |
| 303        | 14        | Veteran Guy                        | Veteran Guy                       | 1. Apr. 2018         | 1. Okt. 2019                          | John Holmquist                             | Patrick Meighan           |
| 304        | 15        | Der Wuff der Wall Street           | The Woof of Wall Street           | 8. Apr. 2018         | 1. Okt. 2019                          | Steve Robertson                            | Alex Carter               |
| 305        | 16        | Family Guy im Laufe der Jahre      | Family Guy Through The Years      | 22. Apr. 2018        | 1. Okt. 2019                          | Julius Wu                                  | Chris Sheridan            |
| 306        | 17        | Körpertausch                       | Switch the Flip                   | 29. Apr. 2018        | 1. Okt. 2019                          | Mike Kim                                   | Kevin Biggins             |
| 307        | 18        | HTTPete                            | HTTPete                           | 6. Mai 2018          | 1. Okt. 2019                          | Greg Colton                                | Damien Fahey              |
| 308        | 19        | Das beste Stück                    | The Unkindest Cut                 | 13. Mai 2018         | 1. Okt. 2019                          | Jerry Langford                             | Mark Hentemann            |
| 309        | 20        | Bist du da, Gott? Ich bin's, Peter | Are You There God? It’s Me, Peter | 20. Mai 2018         | 1. Okt. 2019                          | Joseph Lee                                 | Travis Bowe               |

## Staffel 17
Die Erstausstrahlung der 17. Staffel war vom 30. September 2018 bis zum 12. Mai 2019 beim US-amerikanischen Fernsehsender Fox zu sehen. Die deutschsprachige Erstausstrahlung der ersten drei Folgen fand zwischen dem 15. und 29. September 2020 bei Joyn Plus+ statt. Die restlichen Folgen der Staffel wurden am 30. September 2020 im deutschsprachigen Raum gleichzeitig auf Netflix veröffentlicht.
| Nr. (ges.) | Nr. (St.) | Deutscher Titel             | Originaltitel                | Erstausstrahlung USA | Deutschsprachige Erstausstrahlung (D) | Regie           | Drehbuch                   |
| ---------- | --------- | --------------------------- | ---------------------------- | -------------------- | ------------------------------------- | --------------- | -------------------------- |
| 310        | 1         | Die Krebs-Hochzeit          | Married... with Cancer       | 30. Sep. 2018        | 15. Sep. 2020                         | Mike Kim        | Aaron Lee                  |
| 311        | 2         | Dead Dog Walking            | Dead Dog Walking             | 7. Okt. 2018         | 22. Sep. 2020                         | Julius Wu       | Chris Sheridan             |
| 312        | 3         | Freund Stewie               | Pal Stewie                   | 14. Okt. 2018        | 29. Sep. 2020                         | Brian Iles      | John Viener & Matt Pabian  |
| 313        | 4         | Großer Ärger in Mini-Quahog | Big Trouble in Little Quahog | 21. Okt. 2018        | 30. Sep. 2020                         | Joe Vaux        | Dominic Bianchi & Joe Vaux |
| 314        | 5         | Kopfschuss                  | Regarding Carter             | 4. Nov. 2018         | 30. Sep. 2020                         | Greg Colton     | Alex Carter                |
| 315        | 6         | Mega-Meg                    | Stand by Meg                 | 11. Nov. 2018        | 30. Sep. 2020                         | Jerry Langford  | Billy Domineau             |
| 316        | 7         | Die Griffin-Winterspiele    | The Griffin Winter Games     | 18. Nov. 2018        | 30. Sep. 2020                         | Steve Robertson | Artie Johann               |
| 317        | 8         | Reiche Witwen zum Ausnehmen | Con Heiress                  | 2. Dez. 2018         | 30. Sep. 2020                         | Brian Iles      | Mark Hentemann             |
| 318        | 9         | Pawtucket Pete              | Pawtucket Pete               | 9. Dez. 2018         | 30. Sep. 2020                         | John Holmquist  | Chris Regan                |
| 319        | 10        | Neues aus der Grauzone      | Hefty Shades of Gray         | 6. Jan. 2019         | 30. Sep. 2020                         | Joseph Lee      | Mike Desilets              |
| 320        | 11        | Trump Guy                   | Trump Guy                    | 13. Jan. 2019        | 30. Sep. 2020                         | Joe Vaux        | Patrick Meighan            |
| 321        | 12        | Roboter Bri                 | Bri, Robot                   | 10. Feb. 2019        | 30. Sep. 2020                         | John Holmquist  | Patrick Meighan            |
| 322        | 13        | Trans-Fett                  | Trans-Fat                    | 17. Feb. 2019        | 30. Sep. 2020                         | Steve Robertson | Wellesley Wild             |
| 323        | 14        | Family Guy Light            | Family Guy Lite              | 3. März 2019         | 30. Sep. 2020                         | Mike Kim        | Anthony Blasucci           |
| 324        | 15        | Völlig Giggity              | No Giggity, No Doubt         | 10. März 2019        | 30. Sep. 2020                         | Julius Wu       | Kevin Biggins              |
| 325        | 16        | Stimmen aus dem Off         | You Can’t Handle the Booth!  | 24. März 2019        | 30. Sep. 2020                         | Greg Colton     | Damien Fahey               |
| 326        | 17        | Ein Inselabenteuer          | Island Adventure             | 31. März 2019        | 30. Sep. 2020                         | Jerry Langford  | Steve Callaghan            |
| 327        | 18        | Weg damit!                  | Throw It Away                | 28. Apr. 2019        | 30. Sep. 2020                         | Brian Iles      | Cherry Chevapravatdumrong  |
| 328        | 19        | Hashtag-Meg                 | Girl, Internetted            | 5. Mai 2019          | 30. Sep. 2020                         | Joe Vaux        | Chris Regan                |
| 329        | 20        | Adam West High              | Adam West High               | 12. Mai 2019         | 30. Sep. 2020                         | Joseph Lee      | Artie Johann               |

## Staffel 18
Die Erstausstrahlung der 18. Staffel war vom 29. September 2019 bis zum 17. Mai 2020 beim US-amerikanischen Fernsehsender Fox zu sehen. Die deutschsprachige Erstausstrahlung findet seit dem 9. Februar 2021 auf dem deutschen Free-TV-Sender ProSieben Maxx statt. Seit mindestens dem 5. April 2021 ist sie in Deutsch auf Netflix zu sehen, seit dem 29. Januar war sie dort schon in der Originalfassung zu sehen.
| Nr. (ges.) | Nr. (St.) | Deutscher Titel                                 | Originaltitel                         | Erstausstrahlung USA | Deutschsprachige Erstausstrahlung (D) | Regie           | Drehbuch                    |
| ---------- | --------- | ----------------------------------------------- | ------------------------------------- | -------------------- | ------------------------------------- | --------------- | --------------------------- |
| 330        | 1         | Die Kreuzfahrt                                  | Yacht Rocky                           | 29. Sep. 2019        | 9. Feb. 2021                          | John Holmquist  | Travis Bowe                 |
| 331        | 2         | Millionenschwere Schnapsideen                   | Bri-Da                                | 6. Okt. 2019         | 16. Feb. 2021                         | Steve Robertson | Tom Devanney                |
| 332        | 3         | Babsolut fantastisch                            | Absolutely Babulous                   | 13. Okt. 2019        | 23. Feb. 2021                         | Mike Kim        | Mark Hentemann & Ted Jessup |
| 333        | 4         | Neustart bei Disney                             | Disney’s The Reboot                   | 20. Okt. 2019        | 2. März 2021                          | Greg Colton     | Kirker Butler               |
| 334        | 5         | Für die Katz'                                   | Cat Fight                             | 3. Nov. 2019         | 9. März 2021                          | Jerry Langford  | Steve Callaghan             |
| 335        | 6         | Peter und Lois' Hochzeit                        | Peter & Lois’ Wedding                 | 10. Nov. 2019        | 16. März 2021                         | Joe Vaux        | Mark Hentemann              |
| 336        | 7         | Die drei größten Liebesgeschichten aller Zeiten | Heart Burn                            | 17. Nov. 2019        | 23. März 2021                         | Steve Robertson | Matt Pabian & Matt McElaney |
| 337        | 8         | Thanksgiving hinter Gittern                     | Shanksgiving                          | 24. Nov. 2019        | 5. Apr. 2021                          | Brian Iles      | Alex Carter                 |
| 338        | 9         | Weihnachten steht vor der Tür                   | Christmas is Coming                   | 15. Dez. 2019        | 5. Apr. 2021                          | John Holmquist  | Travis Bowe                 |
| 339        | 10        | Connies Unfall                                  | Connie’s Celica                       | 5. Jan. 2020         | 5. Apr. 2021                          | Joseph Lee      | Kevin Biggins               |
| 340        | 11        | Schnippschnapp                                  | Short Cuts                            | 16. Feb. 2020        | 5. Apr. 2021                          | Julius Wu       | Kirker Butler               |
| 341        | 12        | Gefangen unter der Erde                         | Undergrounded                         | 23. Feb. 2020        | 5. Apr. 2021                          | Greg Colton     | Mike Desilets               |
| 342        | 13        | Der reiche, alte Stewie                         | Rich Old Stewie                       | 1. März 2020         | 5. Apr. 2021                          | Brian Iles      | Chris Sheridan              |
| 343        | 14        | Die Bewegung                                    | The Movement                          | 8. März 2020         | 5. Apr. 2021                          | Joe Vaux        | Maggie Mull                 |
| 344        | 15        | Stewie, das kluge Baby                          | Baby Stewie                           | 15. März 2020        | 5. Apr. 2021                          | Jerry Langford  | Artie Johann                |
| 345        | 16        | Kickstarter                                     | Start Me Up                           | 19. Apr. 2020        | 5. Apr. 2021                          | John Holmquist  | Daniel Peck                 |
| 346        | 17        | Im Koma                                         | Coma Guy                              | 26. Apr. 2020        | 5. Apr. 2021                          | Steve Robertson | Patrick Meighan             |
| 347        | 18        | Totgesagte leben besser                         | Better Off Meg                        | 3. Mai 2020          | 5. Apr. 2021                          | Anthony Agrusa  | Emily Towers                |
| 348        | 19        | Bibelfest                                       | Holly Bibble                          | 10. Mai 2020         | 5. Apr. 2021                          | Julius Wu       | Cherry Chevapravatdumrong   |
| 349        | 20        | Spiel das traurige Lied                         | Movin' In (Principal Shepherd's Song) | 17. Mai 2020         | 5. Apr. 2021                          | Joseph Lee      | Danny Smith                 |

## Staffel 19
Die Erstausstrahlung der 19. Staffel wurde vom 27. September 2020 bis zum 16. Mai 2021 beim US-amerikanischen Fernsehsender Fox gesendet. Die deutschsprachige Erstausstrahlung ist seit dem 15. November 2021 beim deutschen Free-TV-Sender ProSieben zu sehen. Am 19. Januar 2022 wurde die komplette Staffel bei Disney+ veröffentlicht, auch die Folgen, die ProSieben bis dahin nicht sendete.
| Nr. (ges.) | Nr. (St.) | Deutscher Titel                        | Originaltitel                | Erstausstrahlung USA | Deutschsprachige Erstausstrahlung (D) | Regie                      | Drehbuch        |
| ---------- | --------- | -------------------------------------- | ---------------------------- | -------------------- | ------------------------------------- | -------------------------- | --------------- |
| 350        | 1         | Stewies erstes Wort                    | Stewie's First Word          | 27. Sep. 2020        | 15. Nov. 2021                         | Mike Kim                   | Patrick Meighan |
| 351        | 2         | Der talentierte Mr. Stewie             | The Talented Mr. Stewie      | 4. Okt. 2020         | 15. Nov. 2021                         | Greg Colton                | Gary Janetti    |
| 352        | 3         | Von Jungs und Eichhörnchen             | Boys & Squirrels             | 11. Okt. 2020        | 22. Nov. 2021                         | Joe Vaux                   | Steve Callaghan |
| 353        | 4         | Einspieler-Land                        | Cutawayland                  | 1. Nov. 2020         | 22. Nov. 2021                         | Brian Iles                 | Patrick Meighan |
| 354        | 5         | La Famiglia Guy                        | La Famiglia Guy              | 8. Nov. 2020         | 29. Nov. 2021                         | John Holmquist             | Alex Carter     |
| 355        | 6         | Megs Hochzeit                          | Meg's Wedding                | 15. Nov. 2020        | 6. Dez. 2021                          | Steve Robertson            | Mike Desilets   |
| 356        | 7         | Wild Wild West                         | Wild Wild West               | 22. Nov. 2020        | 13. Dez. 2021                         | Jerry Langford             | Kirker Butler   |
| 357        | 8         | Pawtucket Pat                          | Pawtucket Pat                | 6. Dez. 2020         | 27. Dez. 2021                         | Julius Wu                  | Alex Carter     |
| 358        | 9         | Unschöne Bescherung                    | The First No L               | 13. Dez. 2020        | 20. Dez. 2021                         | Joseph Lee                 | Damien Fahey    |
| 359        | 10        | Pfleger Peter                          | Fecal Matters                | 17. Jan. 2021        | 3. Jan. 2022                          | Mike Kim & Dominic Bianchi | Artie Johann    |
| 360        | 11        | Der Hundevater                         | Boy's Best Friend            | 21. Feb. 2021        | 10. Jan. 2022                         | Mike Kim                   | Steve Callaghan |
| 361        | 12        | Falsche Trophäen                       | And Then There's Fraud       | 28. Feb. 2021        | 17. Jan. 2022                         | Brian Iles                 | Kevin Biggins   |
| 362        | 13        | PeTerminator                           | PeTerminator                 | 7. März 2021         | 19. Jan. 2022                         | Joe Vaux                   | Mark Hentemann  |
| 363        | 14        | In schlechten wie in schlechten Zeiten | The Marrying Kind            | 14. März 2021        | 19. Jan. 2022                         | Greg Colton                | Travis Bowe     |
| 364        | 15        | Gast der Woche                         | Customer of the Week         | 28. März 2021        | 19. Jan. 2022                         | John Holmquist             | Artie Johann    |
| 365        | 16        | Brians alte Familie                    | Who's Brian Now?             | 11. Apr. 2021        | 19. Jan. 2022                         | Steve Robertson            | Maggie Mull     |
| 366        | 17        | Die Junge-Eltern-Falle                 | Young Parent Trap            | 18. Apr. 2021        | 19. Jan. 2022                         | Jerry Langford             | Emily Towers    |
| 367        | 18        | Meg geht aufs College                  | Meg Goes to College          | 2. Mai 2021          | 19. Jan. 2022                         | Joseph Lee                 | Mike Desilets   |
| 368        | 19        | Katze im Haus                          | Family Cat                   | 9. Mai 2021          | 19. Jan. 2022                         | Julius Wu                  | Artie Johann    |
| 369        | 20        | Sportgeschichten                       | Tales of Former Sports Glory | 16. Mai 2021         | 19. Jan. 2022                         | Joe Vaux & Peter Shin      | Mark Hentemann  |

## Staffel 20
Die Erstausstrahlung der 20. Staffel war vom 26. September 2021 bis zum 22. Mai 2022 beim US-amerikanischen Fernsehsender Fox zu sehen. Die deutschsprachige Erstveröffentlichung ist seit dem 2. November 2022 bei Disney+ zu sehen.
| Nr. (ges.) | Nr. (St.) | Deutscher Titel                      | Originaltitel                  | Erstausstrahlung USA | Deutschsprachige Erstveröffentlichung (D) | Regie           | Drehbuch        |
| ---------- | --------- | ------------------------------------ | ------------------------------ | -------------------- | ----------------------------------------- | --------------- | --------------- |
| 370        | 1         | Lasik-Instinkt                       | LASIK Instinct                 | 26. Sep. 2021        | 2. Nov. 2022                              | Steve Robertson | Kirker Butler   |
| 371        | 2         | Steinhart                            | Rock Hard                      | 3. Okt. 2021         | 2. Nov. 2022                              | Greg Colton     | Matt McElaney   |
| 372        | 3         | Man muss Hunde lieben                | Must Love Dogs                 | 10. Okt. 2021        | 2. Nov. 2022                              | Mike Kim        | Daniel Peck     |
| 373        | 4         | Typ der Achtziger                    | 80's Guy                       | 17. Okt. 2021        | 2. Nov. 2022                              | John Holmquist  | Patrick Meighan |
| 374        | 5         | Kurze Begegnung                      | Brief Encounter                | 24. Okt. 2021        | 2. Nov. 2022                              | Brian Iles      | Travis Bowe     |
| 375        | 6         | Das kratzt mich nicht                | Cootie & The Blowhard          | 7. Nov. 2021         | 2. Nov. 2022                              | Jerry Langford  | Maggie Mull     |
| 376        | 7         | Pewterschmidt-Villa                  | Peterschmidt Manor             | 14. Nov. 2021        | 2. Nov. 2022                              | Joseph Lee      | Matt Pabian     |
| 377        | 8         | Der Geburtstags-Bootlegger           | The Birthday Bootlegger        | 21. Nov. 2021        | 2. Nov. 2022                              | Julius Wu       | Mark Hentemann  |
| 378        | 9         | Wenn der fette Mann zweimal klingelt | The Fat Man Always Rings Twice | 28. Nov. 2021        | 2. Nov. 2022                              | Joe Vaux        | Alex Carter     |
| 379        | 10        | Der Krippen-Coup                     | Christmas Crime                | 19. Dez. 2021        | 2. Nov. 2022                              | Mike Kim        | Steve Callaghan |
| 380        | 11        | Mister Act                           | Mister Act                     | 9. Jan. 2022         | 2. Nov. 2022                              | Brian Iles      | Artie Johann    |
| 381        | 12        | Lois und Quagmire                    | The Lois Quagmire              | 27. Feb. 2022        | 2. Nov. 2022                              | Greg Colton     | Evan Waite      |
| 382        | 13        | Herr Anwalt                          | Lawyer Guy                     | 6. März 2022         | 2. Nov. 2022                              | John Holmquist  | Patrick Meighan |
| 383        | 14        | So, so, HBO                          | HBO-No                         | 13. März 2022        | 2. Nov. 2022                              | Steve Robertson | Travis Bowe     |
| 384        | 15        | Nichts wie Meg                       | Hard Boiled Meg                | 20. März 2022        | 2. Nov. 2022                              | Jerry Langford  | Mike Desilets   |
| 385        | 16        | Junkie auf Rezept                    | Prescription Heroine           | 27. März 2022        | 2. Nov. 2022                              | Joseph Lee      | Emily Towers    |
| 386        | 17        | Alles über Alana                     | All About Alana                | 1. Mai 2022          | 2. Nov. 2022                              | Joe Vaux        | Danny Smith     |
| 387        | 18        | So, so, eine Freundin?               | Girlfriend, Eh?                | 8. Mai 2022          | 2. Nov. 2022                              | Julius Wu       | Travis Bowe     |
| 388        | 19        | Die erste Blutung                    | First Blood                    | 15. Mai 2022         | 2. Nov. 2022                              | Mike Kim        | Alex Carter     |
| 389        | 20        | Alles nur Theater                    | The Jersey Bore                | 22. Mai 2022         | 2. Nov. 2022                              | Brian Iles      | Chris Regan     |

## Staffel 21
Die Erstausstrahlung der 21. Staffel war vom 25. September 2022 bis zum 7. Mai 2023 beim US-amerikanischen Fernsehsender Fox zu sehen. Die erste Hälfte der deutschsprachigen Erstveröffentlichung wurde am 6. Dezember 2023 beim Streamingdienst Disney+ veröffentlicht. Die zweite Staffelhälfte erschien am 24. Januar 2024.
| Nr. (ges.) | Nr. (St.) | Deutscher Titel                                             | Originaltitel              | Erstausstrahlung USA | Deutschsprachige Erstveröffentlichung (D) | Regie           | Drehbuch                    |
| ---------- | --------- | ----------------------------------------------------------- | -------------------------- | -------------------- | ----------------------------------------- | --------------- | --------------------------- |
| 390        | 1         | Und der Oscar geht an...                                    | Oscars Guy                 | 25. Sep. 2022        | 6. Dez. 2023                              | Greg Colton     | Damien Fahey                |
| 391        | 2         | Blockbuster-Nostalgie                                       | Bend or Blockbuster        | 2. Okt. 2022         | 6. Dez. 2023                              | John Holmquist  | Artie Johann                |
| 392        | 3         | Nackte Tatsachen                                            | A Wife-Changing Experience | 9. Okt. 2022         | 6. Dez. 2023                              | Steve Robertson | Steve Callaghan             |
| 393        | 4         | Mampf der Titanen                                           | The Munchurian Candidate   | 16. Okt. 2022        | 6. Dez. 2023                              | Joe Vaux        | Mike Desilets               |
| 394        | 5         | Peinliche Postsache                                         | Unzipped Code              | 23. Okt. 2022        | 6. Dez. 2023                              | Julius Wu       | Matt Pabian & Matt McElaney |
| 395        | 6         | Happy Holo-Ween                                             | Happy Holoween             | 30. Okt. 2022        | 6. Dez. 2023                              | Joseph Lee      | Evan Waite                  |
| 396        | 7         | Stewie auf Umwegen                                          | The Stewaway               | 13. Nov. 2022        | 6. Dez. 2023                              | Mike Kim        | Travis Bowe                 |
| 397        | 8         | Holt euch Stewie                                            | Get Stewie                 | 20. Nov. 2022        | 6. Dez. 2023                              | Jerry Langford  | Artie Johann                |
| 398        | 9         | Kirmes ist kompliziert...                                   | Carny Knowledge            | 4. Dez. 2022         | 6. Dez. 2023                              | Brian Iles      | Steve Callaghan             |
| 399        | 10        | Der Kandidat                                                | The Candidate              | 11. Dez. 2022        | 6. Dez. 2023                              | John Holmquist  | Mark Hentemann              |
| 400        | 11        | Love Story Guy                                              | Love Story Guy             | 8. Jan. 2023         | 24. Jan. 2024                             | Steve Robertson | Patrick Meighan             |
| 401        | 12        | Old West                                                    | Old West                   | 19. Feb. 2023        | 24. Jan. 2024                             | Greg Colton     | Artie Johann                |
| 402        | 13        | Vater, Single, alleinerziehend...                           | Single White Dad           | 26. Feb. 2023        | 24. Jan. 2024                             | Jerry Langford  | Artie Johann                |
| 403        | 14        | Her mit dem Aluhut                                          | White Meg Can’t Jump       | 5. März 2023         | 24. Jan. 2024                             | Joe Vaux        | Emily Towers                |
| 404        | 15        | Adoptierung                                                 | Adoptation                 | 12. März 2023        | 24. Jan. 2024                             | Julius Wu       | Mark Hentemann              |
| 405        | 16        | Adolfs gefiederter Freund                                   | The Bird Reich             | 16. Apr. 2023        | 24. Jan. 2024                             | Joseph Lee      | Julius Sharpe               |
| 406        | 17        | Haustürgeschäfte                                            | A Bottle Episode           | 16. Apr. 2023        | 24. Jan. 2024                             | Mike Kim        | Artie Johann                |
| 407        | 18        | Trau dem Nachtwächter nur so weit, wie du ihn werfen kannst | Vat Man and Rob ’Em        | 23. Apr. 2023        | 24. Jan. 2024                             | Brian Iles      | Damien Fahey                |
| 408        | 19        | Liebesgrüße aus Moskau                                      | From Russia With Love      | 30. Apr. 2023        | 24. Jan. 2024                             | John Holmquist  | Polina Diaz                 |
| 409        | 20        | Ausserschulisches                                           | Adult Education            | 7. Mai 2023          | 24. Jan. 2024                             | Steve Robertson | Matt Pabian                 |

## Staffel 22
Die Erstausstrahlung der 22. Staffel war vom 1. Oktober 2023 bis zum 17. April 2024 beim US-amerikanischen Fernsehsender Fox zu sehen. Die deutschsprachige Erstveröffentlichung ist seit dem 18. September 2024 bei Disney+ zu sehen.
Aufgrund des Autoren- und Schauspielerstreiks von Mai bis September 2023 konnten in dieser Staffel nur 15 der ursprünglich geplanten 20 Episoden fertiggestellt werden.
| Nr. (ges.) | Nr. (St.) | Deutscher Titel                       | Originaltitel                      | Erstausstrahlung USA | Deutschsprachige Erstveröffentlichung (D) | Regie           | Drehbuch        |
| ---------- | --------- | ------------------------------------- | ---------------------------------- | -------------------- | ----------------------------------------- | --------------- | --------------- |
| 410        | 1         | Meg trägt aus                         | Fertilized Megg                    | 1. Okt. 2023         | 18. Sep. 2024                             | Julius Wu       | Maggie Mull     |
| 411        | 2         | Peter im Supermarkt                   | Supermarket Pete                   | 8. Okt. 2023         | 18. Sep. 2024                             | Greg Colton     | Joanna Quraishi |
| 412        | 3         | Ein Schnurrbart aus der Vergangenheit | A ‘Stache from the Past            | 22. Okt. 2023        | 18. Sep. 2024                             | Jerry Langford  | Travis Bowe     |
| 413        | 4         | Besuch in der alten Welt              | Old World Harm                     | 5. Nov. 2023         | 18. Sep. 2024                             | Joe Vaux        | Evan Waite      |
| 414        | 5         | Manche mögens kalt                    | Baby, It’s Cold Inside             | 12. Nov. 2023        | 18. Sep. 2024                             | Joseph Lee      | Danny Smith     |
| 415        | 6         | Boston Stewie                         | Boston Stewie                      | 19. Nov. 2023        | 18. Sep. 2024                             | Mike Kim        | Patrick Meighan |
| 416        | 7         | Mädels-Ausflug                        | Snap(ple) Decision                 | 26. Nov. 2023        | 18. Sep. 2024                             | Brian Iles      | Travis Bowe     |
| 417        | 8         | Teig der Tränen                       | Baking Sad                         | 3. Dez. 2023         | 18. Sep. 2024                             | John Holmquist  | Damien Fahey    |
| 418        | 9         | Kevin allein im Fernsehen             | The Return of the King (of Queens) | 17. Dez. 2023        | 18. Sep. 2024                             | Greg Colton     | Alex Carter     |
| 419        | 10        | Entspannungsdruck                     | Cabin Pressure                     | 6. März 2024         | 18. Sep. 2024                             | Jerry Langford  | Matt McElaney   |
| 420        | 11        | Lehrers dicker Liebling               | Teacher’s Heavy Pet                | 13. März 2024        | 18. Sep. 2024                             | Steve Robertson | Chris Regan     |
| 421        | 12        | Agenten und Aerobic                   | Take This Job and Love It          | 20. März 2024        | 18. Sep. 2024                             | Joe Vaux        | Steve Callaghan |
| 422        | 13        | Bademeisterin Meg                     | Lifeguard Meg                      | 27. März 2024        | 18. Sep. 2024                             | Julius Wu       | Patrick Meighan |
| 423        | 14        | Der Fettsack-Film                     | Fat Actor                          | 10. Apr. 2024        | 18. Sep. 2024                             | Joseph Lee      | Mark Hentemann  |
| 424        | 15        | Glaubensfreihelt                      | Faith No More                      | 17. Apr. 2024        | 18. Sep. 2024                             | Mike Kim        | Alex Carter     |

## Staffel 23
Die Erstausstrahlung der 23. Staffel war vom 14. Oktober 2024 bis zum 17. Juli 2025 beim US-amerikanischen Fernsehsender Fox zu sehen. Die deutschsprachige Erstveröffentlichung der ersten beiden Folgen der 23. Staffel wurden am 15. Oktober und 25. November 2024 bei Disney+ veröffentlicht.
| Nr. (ges.) | Nr. (St.) | Deutscher Titel                | Originaltitel                   | Erstausstrahlung USA | Deutschsprachige Erstveröffentlichung (D) | Regie           | Drehbuch                     |
| ---------- | --------- | ------------------------------ | ------------------------------- | -------------------- | ----------------------------------------- | --------------- | ---------------------------- |
| 425        | 1         | Peter, der Kürbisschwindler    | Peter, Peter, Pumpkin Cheater   | 14. Okt. 2024        | 15. Okt. 2024                             | Julius Wu       | Travis Bowe                  |
| 426        | 2         | Das Geschenk des weißen Mannes | Gift of the White Guy           | 25. Nov. 2024        | 25. Nov. 2024                             | Jerry Langford  | Joanna Quraishi              |
| 427        | 3         | -                              | Fat Gun                         | 16. Feb. 2025        | -                                         | Greg Colton     | Artie Johann                 |
| 428        | 4         | -                              | Live, Laugh, Love               | 23. Feb. 2025        | -                                         | Brian Iles      | Mike Desilets                |
| 429        | 5         | -                              | Drunk with Power                | 2. März 2025         | -                                         | John Holmquist  | Julius Sharpe                |
| 430        | 6         | -                              | Lois C.K                        | 9. März 2025         | -                                         | Steve Robertson | Evan Waite                   |
| 431        | 7         | -                              | The Chicken or the Meg          | 16. März 2025        | -                                         | Julius Wu       | Emily Towers                 |
| 432        | 8         | -                              | Dog is My Co-Pilot              | 23. März 2025        | -                                         | Joseph Lee      | Steve Callaghan              |
| 433        | 9         | -                              | Pitch Imperfect                 | 30. März 2025        | -                                         | Mike Kim        | Artie Johann                 |
| 434        | 10        | -                              | Hard Times at Adam West High    | 6. Apr. 2025         | -                                         | Brian Iles      | Steve Callaghan              |
| 435        | 11        | -                              | The Elle Word                   | 13. Apr. 2025        | -                                         | John Holmquist  | Alex Carter                  |
| 436        | 12        | -                              | A Real Who's Hulu               | 27. Apr. 2025        | -                                         | Steve Robertson | Matt Pabian                  |
| 437        | 13        | -                              | China Doll                      | 4. Mai 2025          | -                                         | Joe Vaux        | Patrick Meighan              |
| 438        | 14        | -                              | One Foot in Front of the Mother | 11. Mai 2025         | -                                         | Greg Colton     | Matt McElaney                |
| 439        | 15        | -                              | The Fat Lotus                   | 18. Mai 2025         | -                                         | Brian Iles      | Steve Callaghan              |
| 440        | 16        | -                              | Cool Hand Lois                  | 29. Mai 2025         | -                                         | Jerry Langford  | Maggie Mull                  |
| 441        | 17        | -                              | Martian Meg                     | 5. Juni 2025         | -                                         | Joseph Lee      | Matt Porter & Charlie Hankin |
| 442        | 18        | -                              | Row v. Wade                     | 3. Juli 2025         | -                                         | Julius Wu       | Mike Desilets                |
| 443        | 19        | -                              | Karenheit 451                   | 10. Juli 2025        | -                                         | Mike Kim        | Evan Waite                   |
| 444        | 20        | -                              | Twain's World                   | 17. Juli 2025        | -                                         | Steve Robertson | Julius Sharpe                |

## Specials
| Nr. (ges.) | Nr. (St.) | Deutscher Titel     | Originaltitel                                              | Zusammenfassung                                                                   | Erstausstrahlung USA | Deutschsprachige Erstausstrahlung (D) |
| ---------- | --------- | ------------------- | ---------------------------------------------------------- | --------------------------------------------------------------------------------- | -------------------- | ------------------------------------- |
| 1          | 1         | Die 100. Folge      | The Family Guy 100th Episode Special                       | Ein Spezial zur hundertsten Folge.                                                | 4. Nov. 2007         | 14. März 2010                         |
| 2          | 2         | –                   | The Story So Far                                           | Ein „Hinter den Kulissen“-Spezial für BBC Three zum Auftakt der siebten Staffel.  | 18. Apr. 2009        | –                                     |
| 3          | 3         | –                   | Creating the Chaos                                         | Ein „Hinter den Kulissen“-Spezial für BBC Three zum Auftakt der siebten Staffel.  | 18. Apr. 2009        | –                                     |
| 4          | 4         | –                   | Family Guy Presents: Seth & Alex’s Almost Live Comedy Show | Seth MacFarlane und Alex Borstein veranstalten ein halbstündiges Varieté-Special. | 8. Nov. 2009         | –                                     |
| 5          | 5         | 200 Episoden später | 200 Episodes Later                                         | Ein Spezial zur zweihundertsten Folge.                                            | 11. Nov. 2012        | 25. Sep. 2014                         |